# Бусра
32°31′ пн. ш. 36°29′ сх. д. / 32.517° пн. ш. 36.483° сх. д.
Бусра (араб. بصرى‎) — старовинне місто на півдні Сирії, а також важлива археологічна пам'ятка, яка внесена до списку Світової спадщини ЮНЕСКО. Столиця римської провінції Аравія Петреа.

## Історія
Вперше поселення згадується в документах часів Тутмоса ІІІ та Аменхотепа (XIV століття до н. е.). Була першим набатейським містом в II столітті до н. е. Набатейське царство завойоване Корнеліусом Пальмою, генералом Траяна, в 106.
Під владою Римської імперії, Бусра була перейменована на Нову Траяну Бостру і стало столицею римської провінції Арабія Петра, тут був розміщений ІІІ легіон «Киренаїка». Місто розквітло і стало головним метрополісом на перетині кількох торговельних шляхів, включаючи римську дорогу до Червоного моря.
У Босрі відбулись два Арабські собори ранньої християнської церкви в 246 і 247. Згодом місто перейшло під владу Візантійської імперії і було завойовано Імперією Сасанідів на початку VII століття, остаточно місто завоювало військо Халіда ібн аль-Валіда в битві під Босрою в 634.
На сьогодні Бусра — важлива археологічна пам'ятка, де містяться руїни римських, візантійських і мусульманських часів. У місті розміщений один з найкраще збережених у світі римських театрів. Щороку в театрі відбувається національний музичний фестиваль.

## Стародавній римський театр

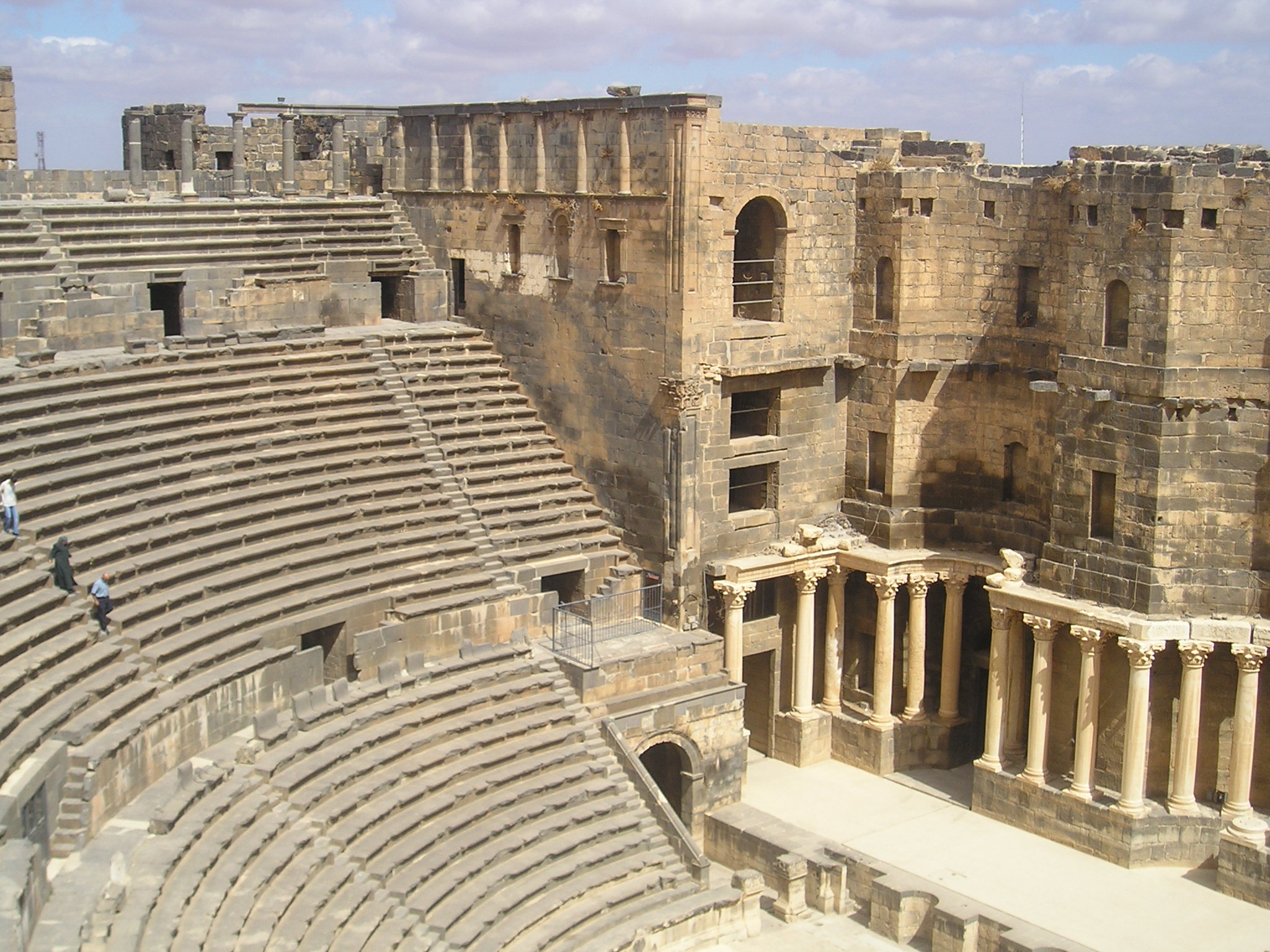
Римський театр
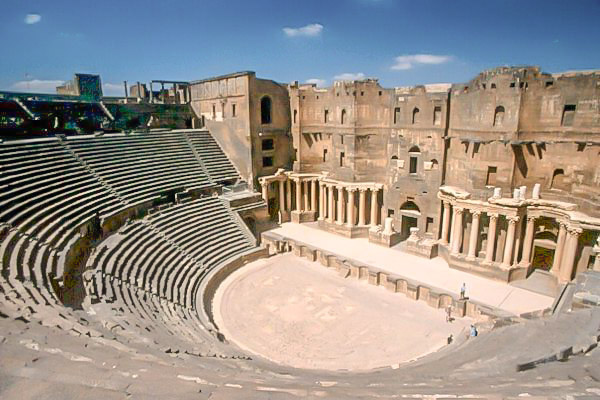
Римський театр
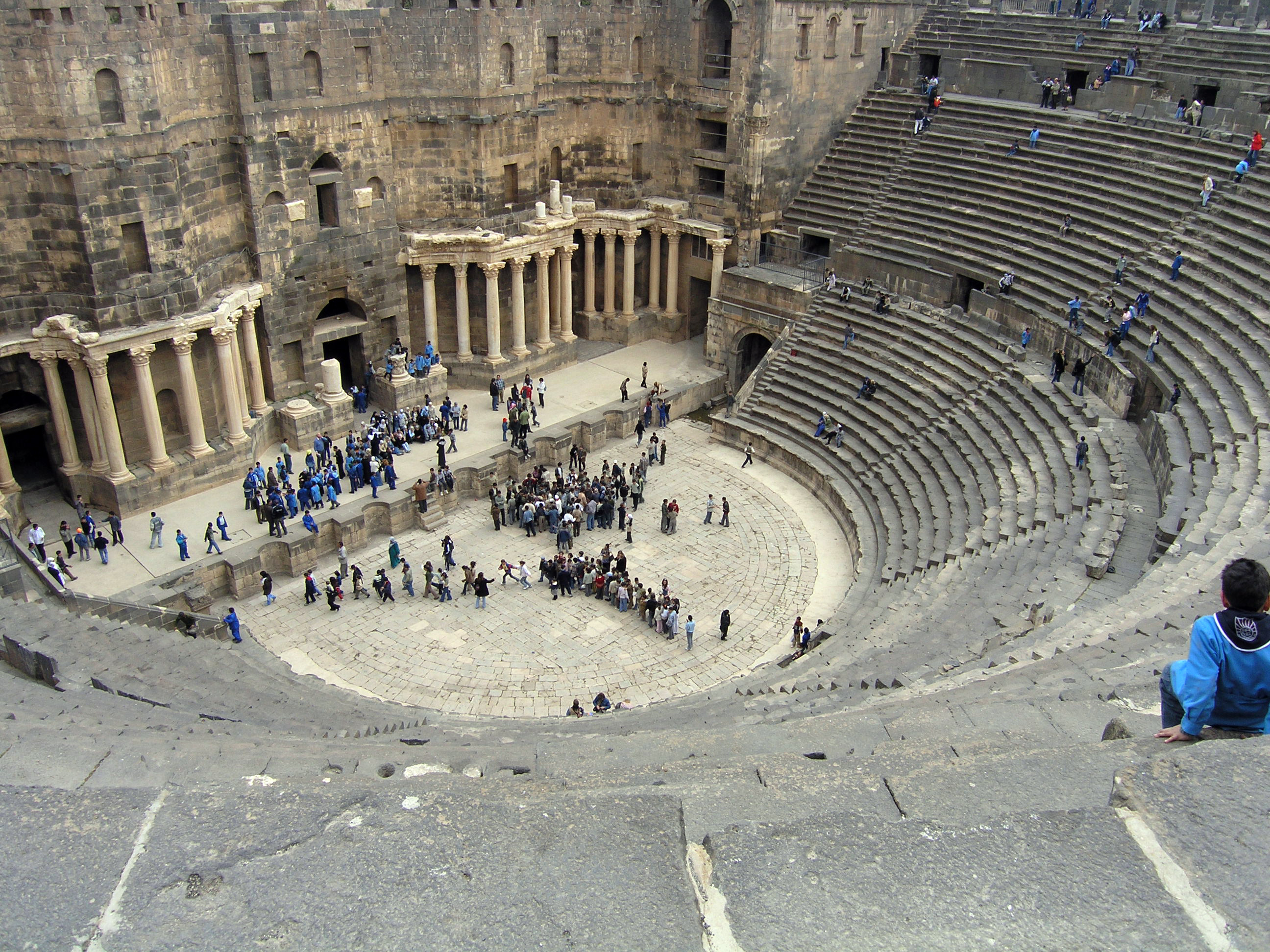
Римський театр
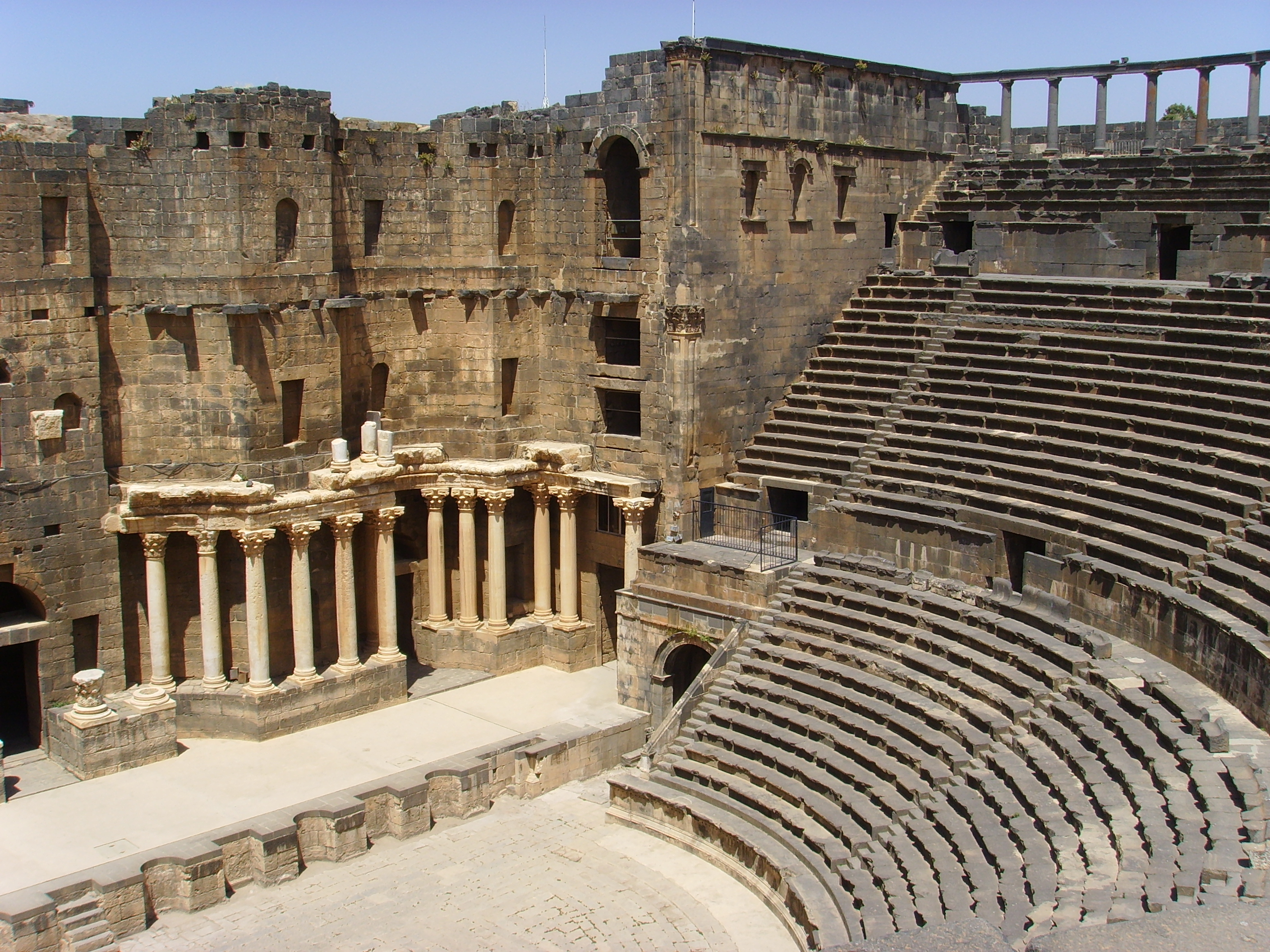
Римський театр
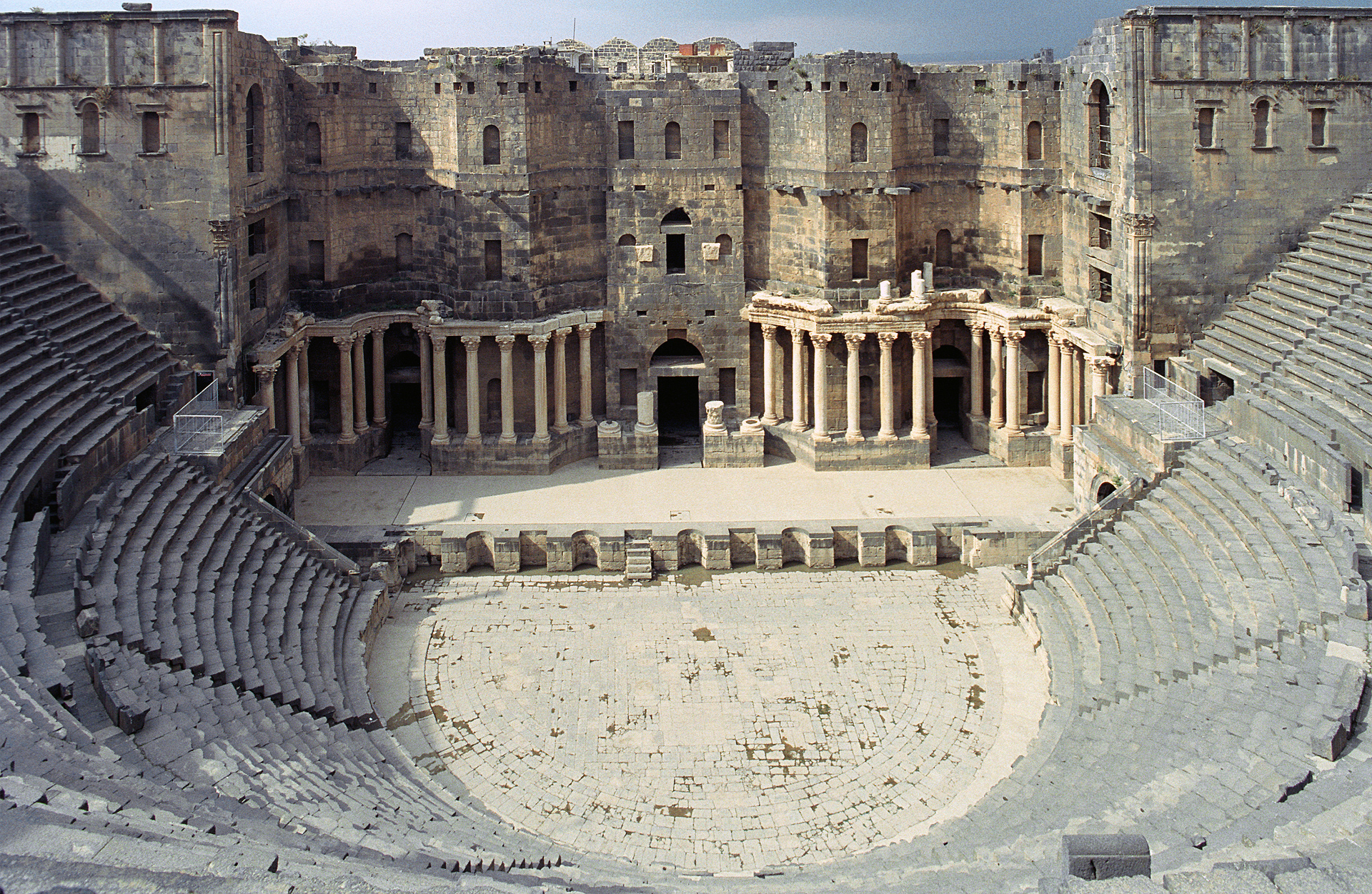
Римський театр
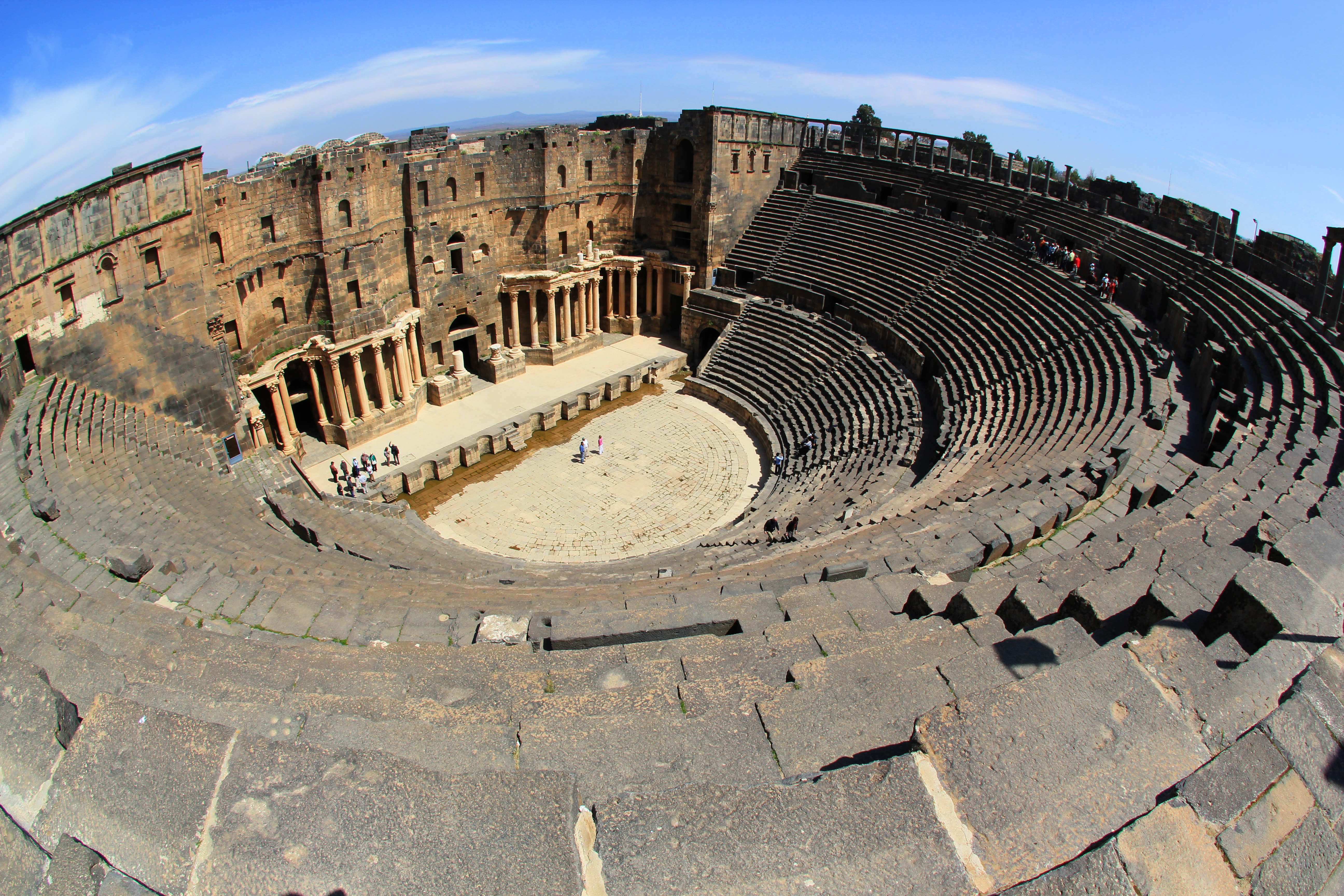
Римський театр
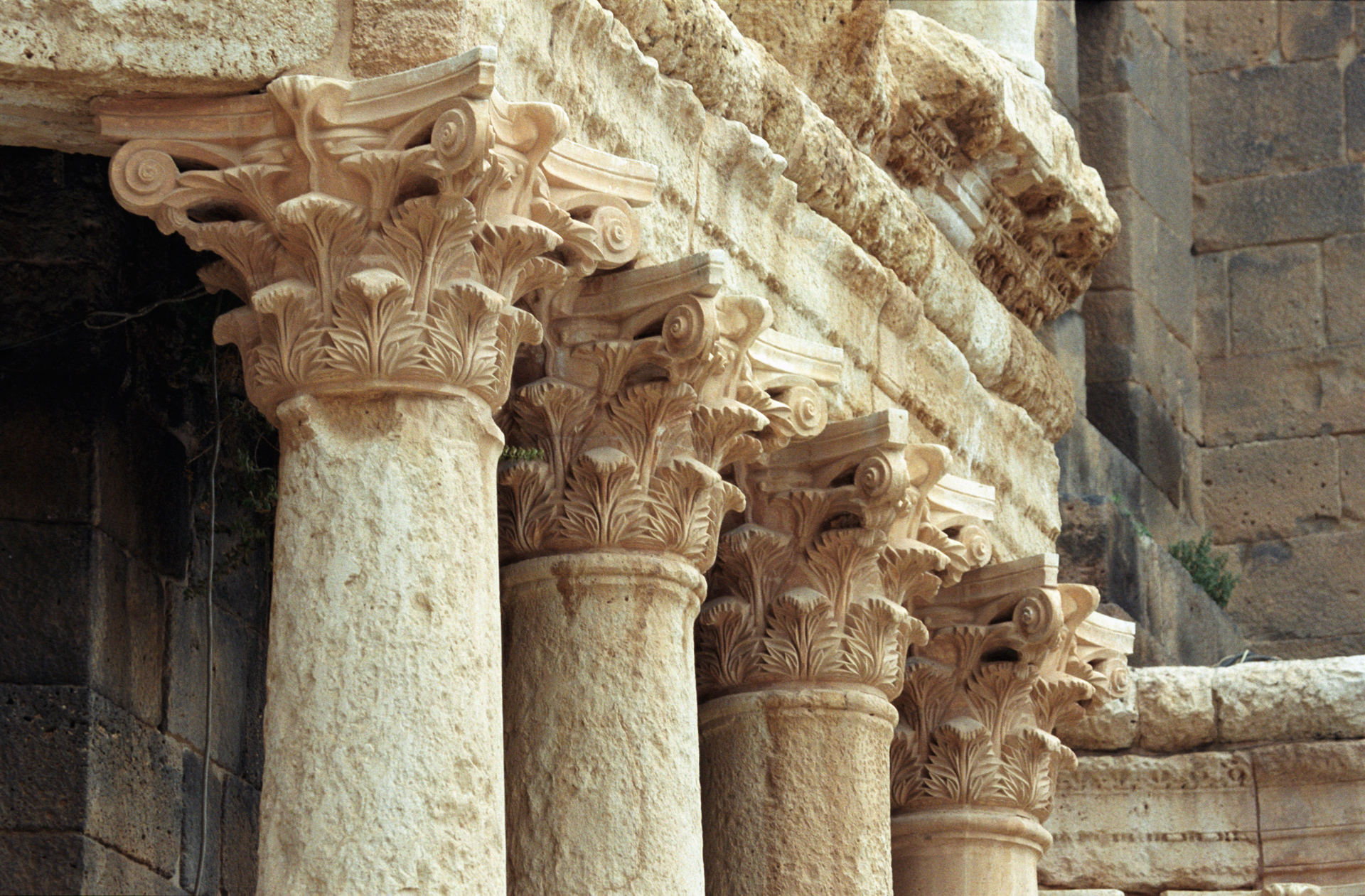
Колонада сцени театру
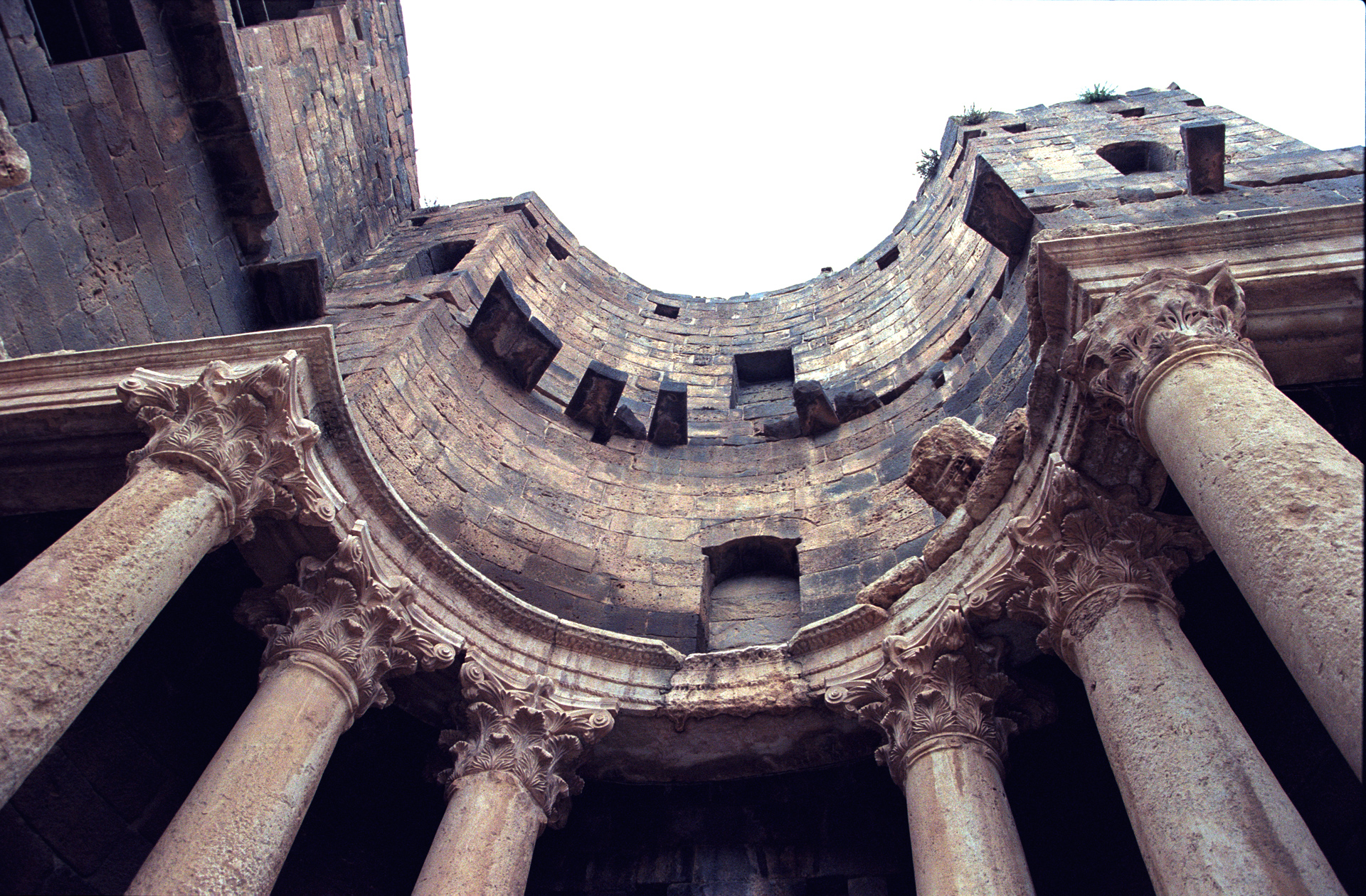
Фрагмент сцени театру
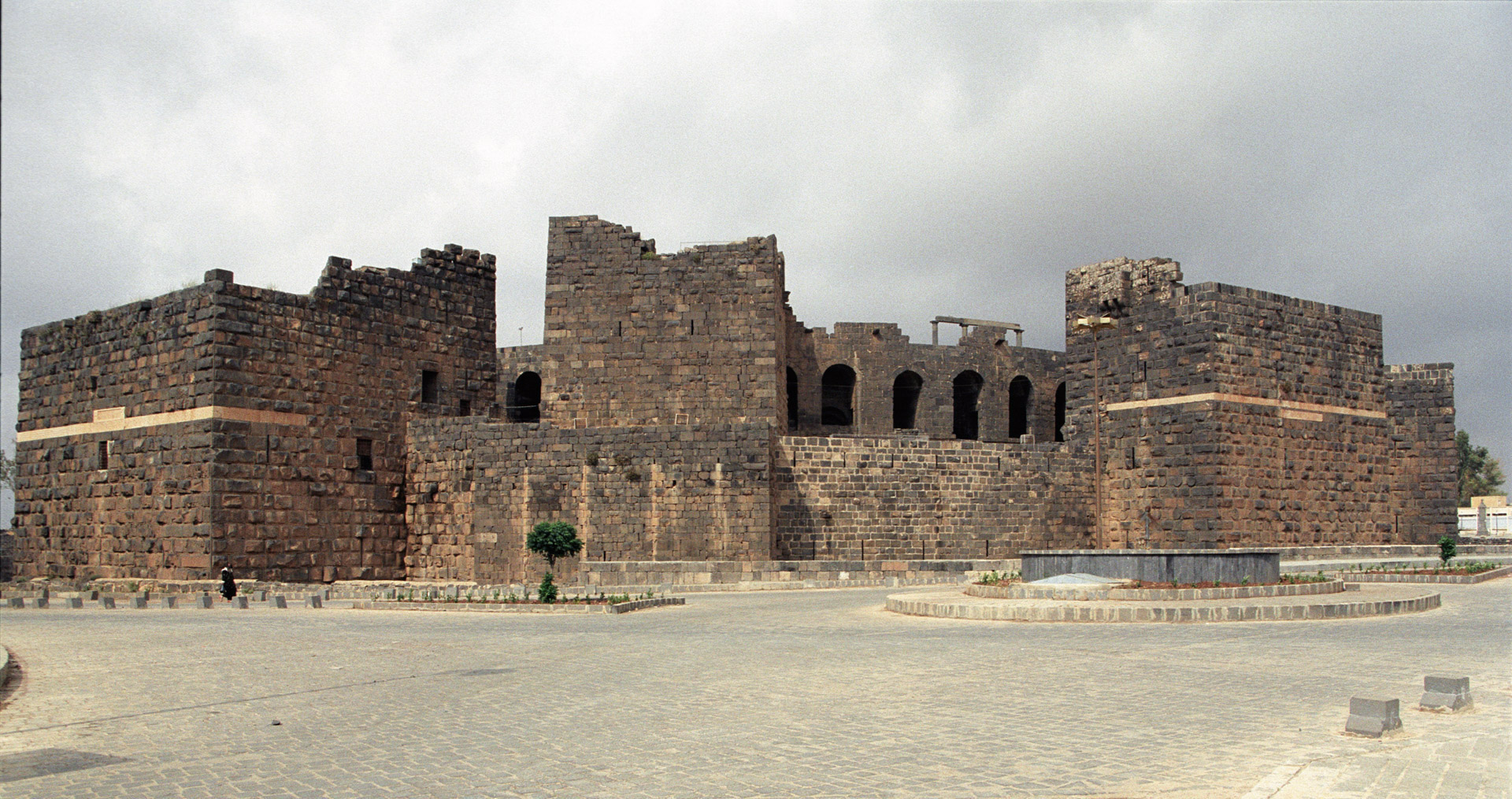
Стіни театру
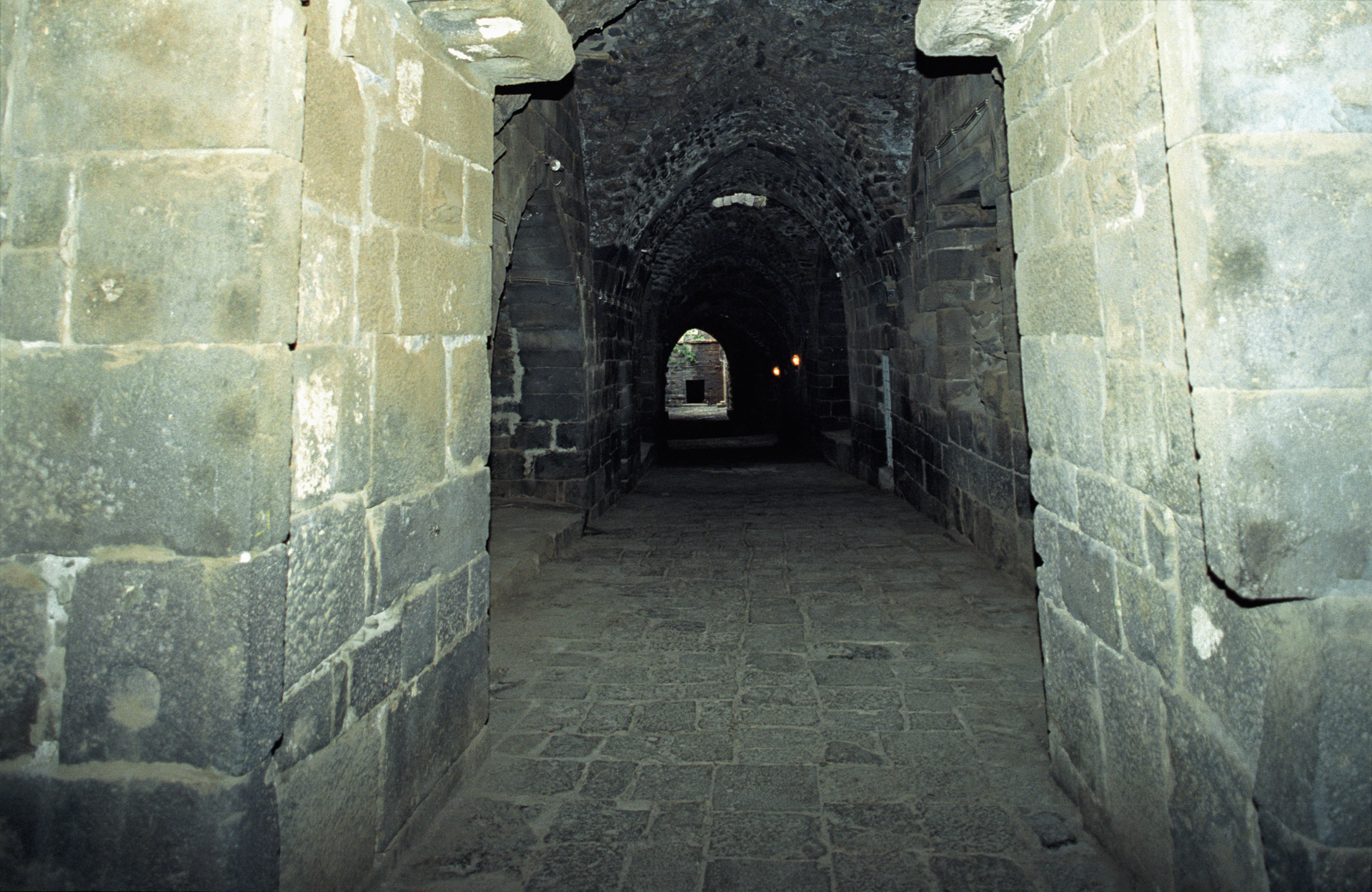
Підвальні приміщення театру
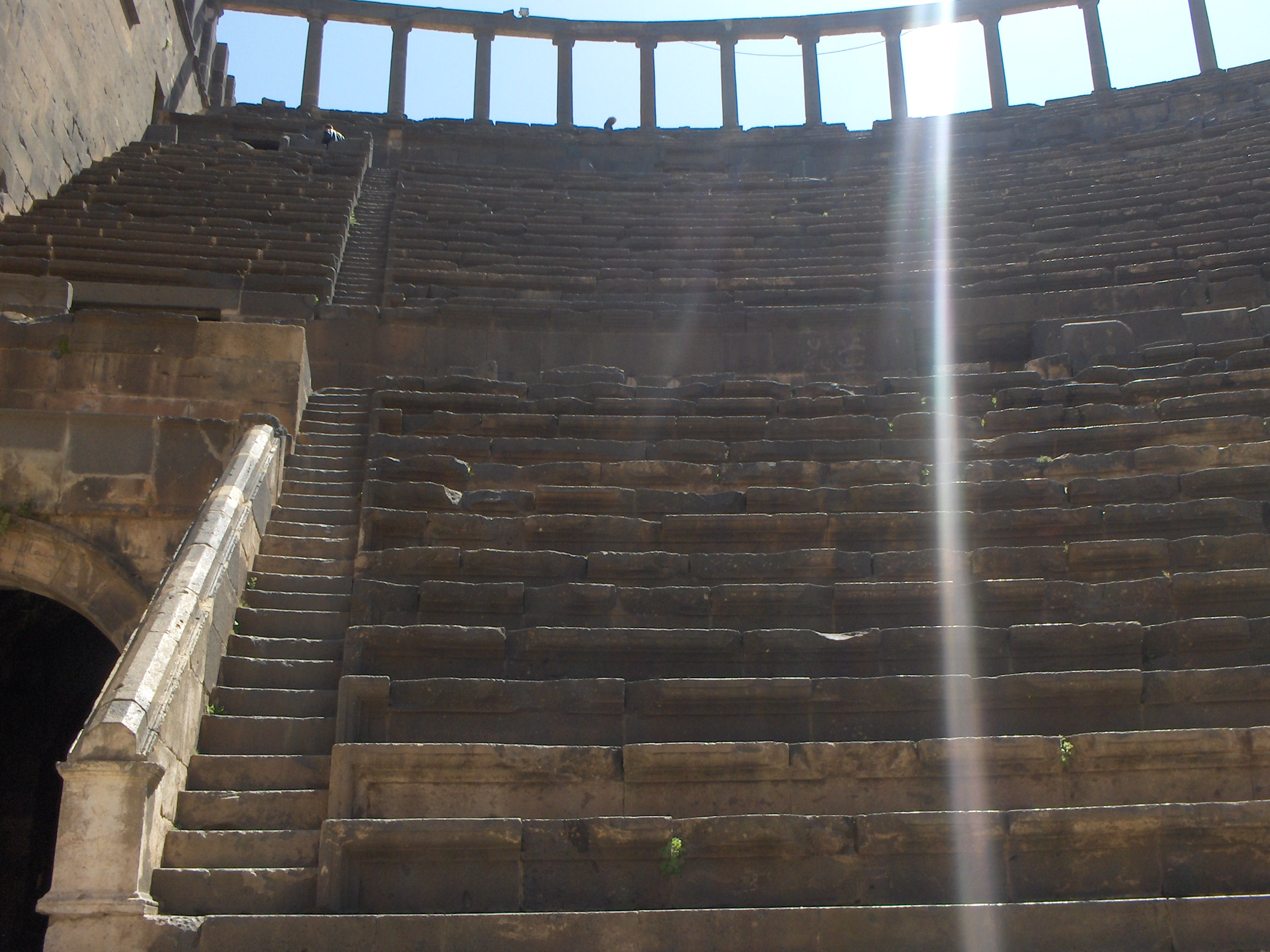
Римський театр
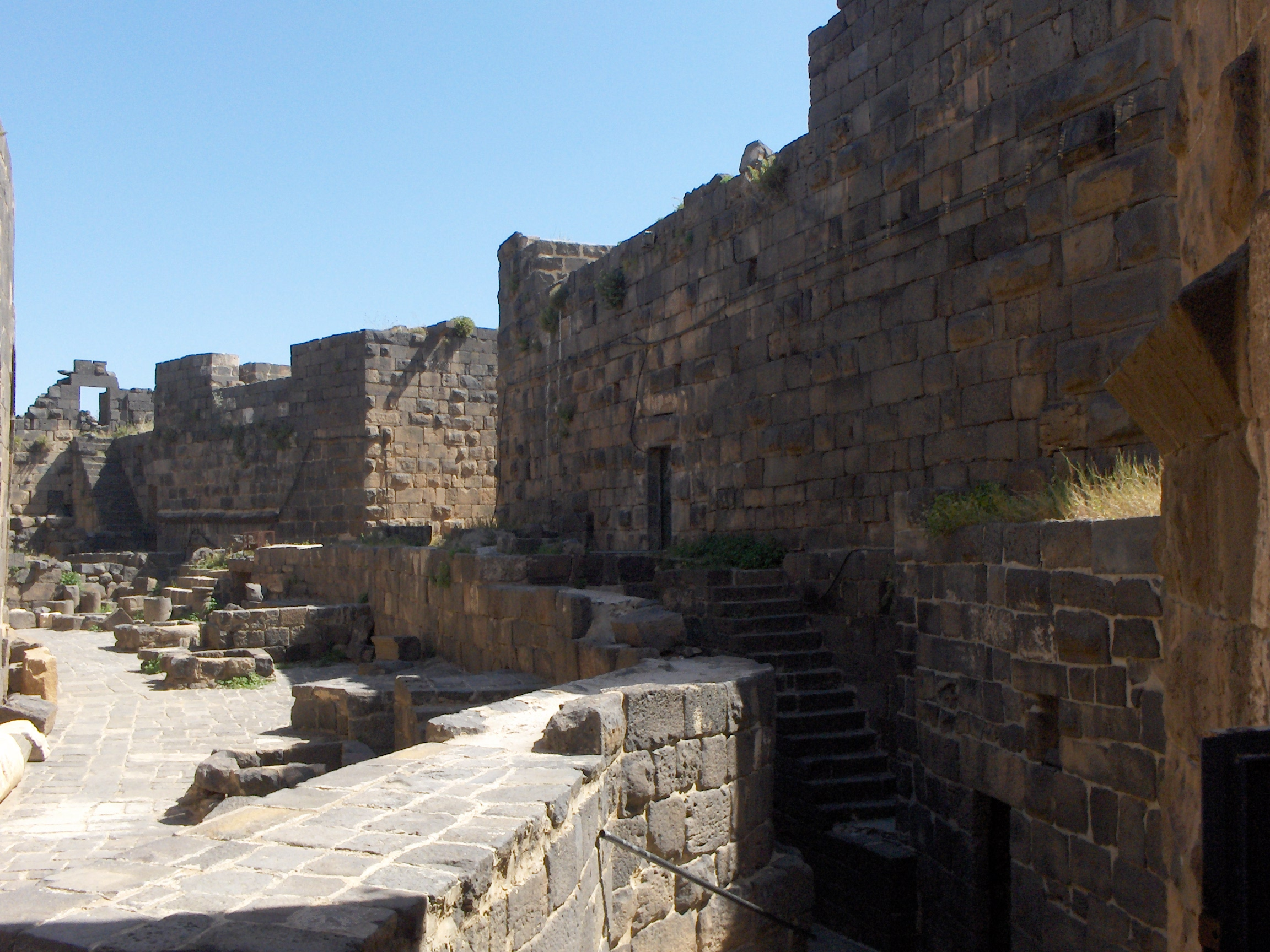
Римський театр

## Галерея

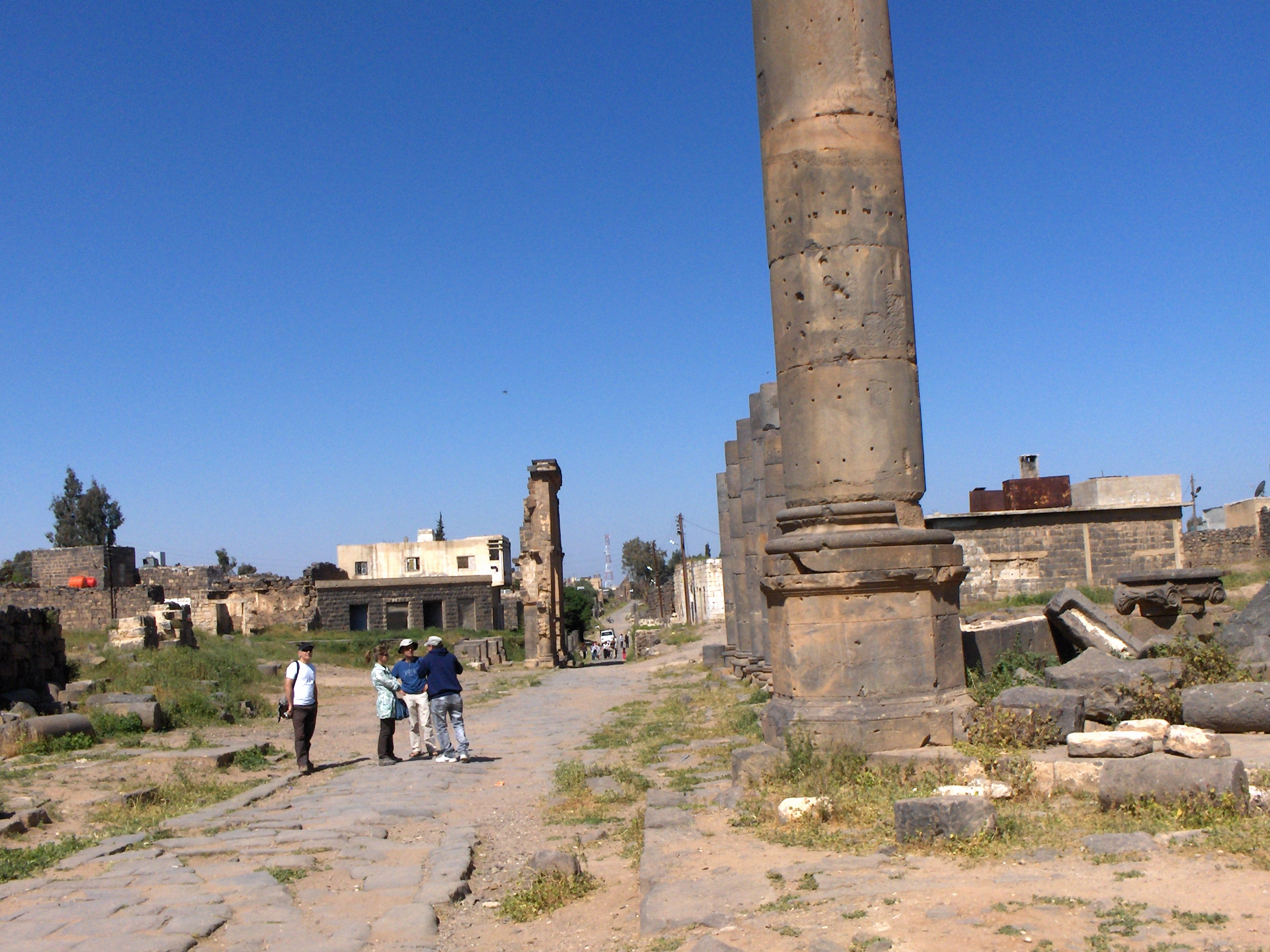
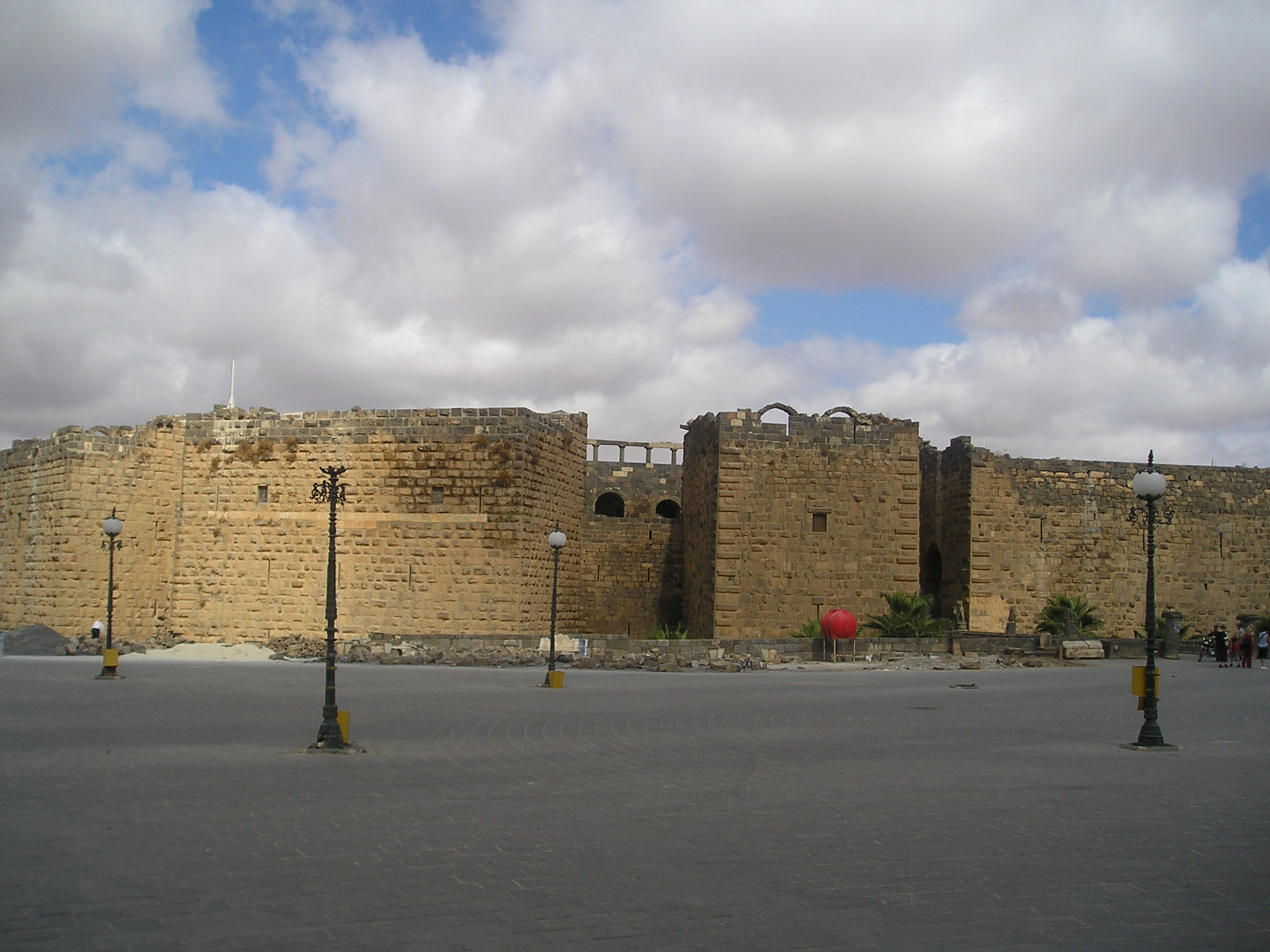
Цитадель
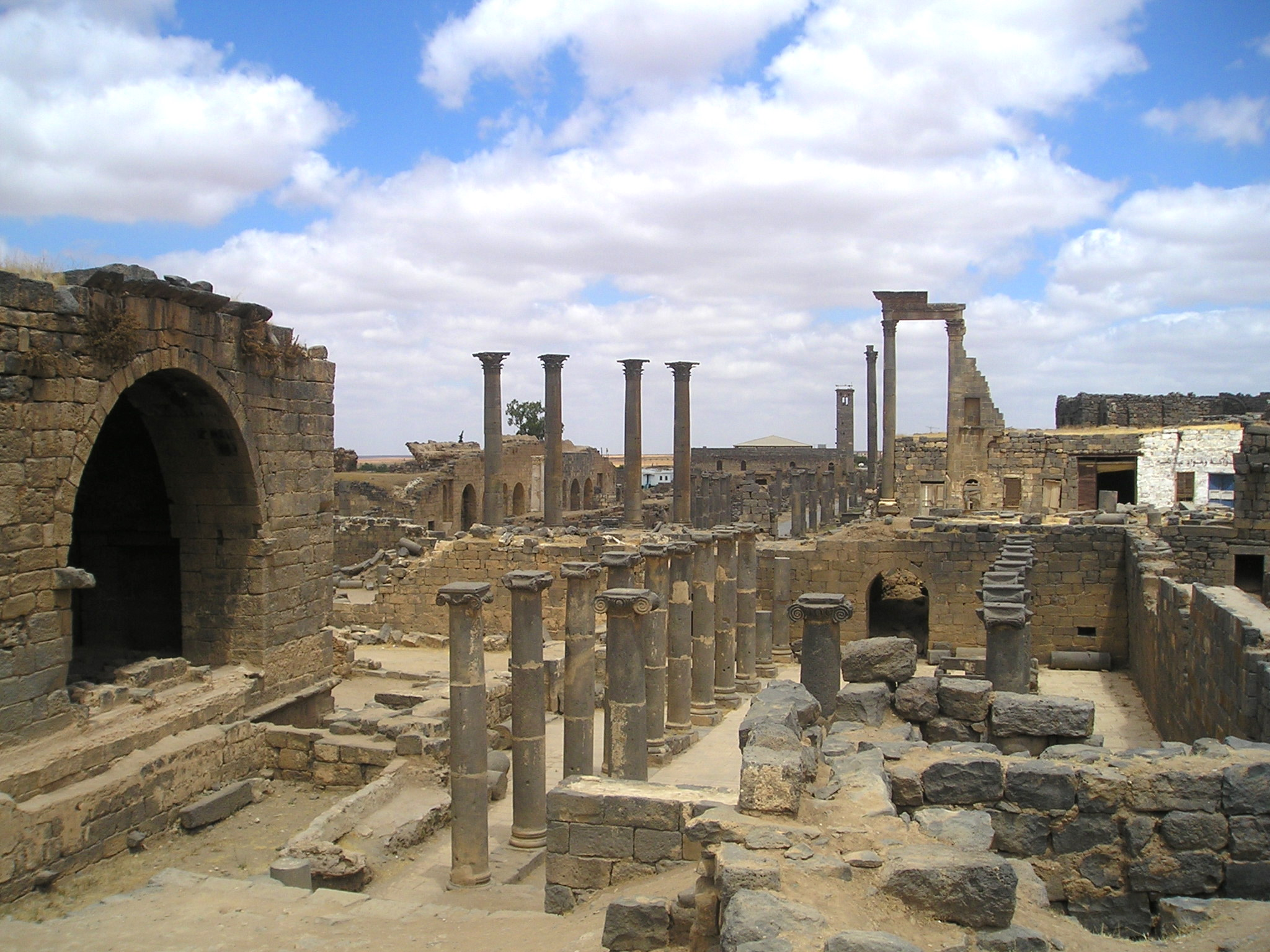
Руїни
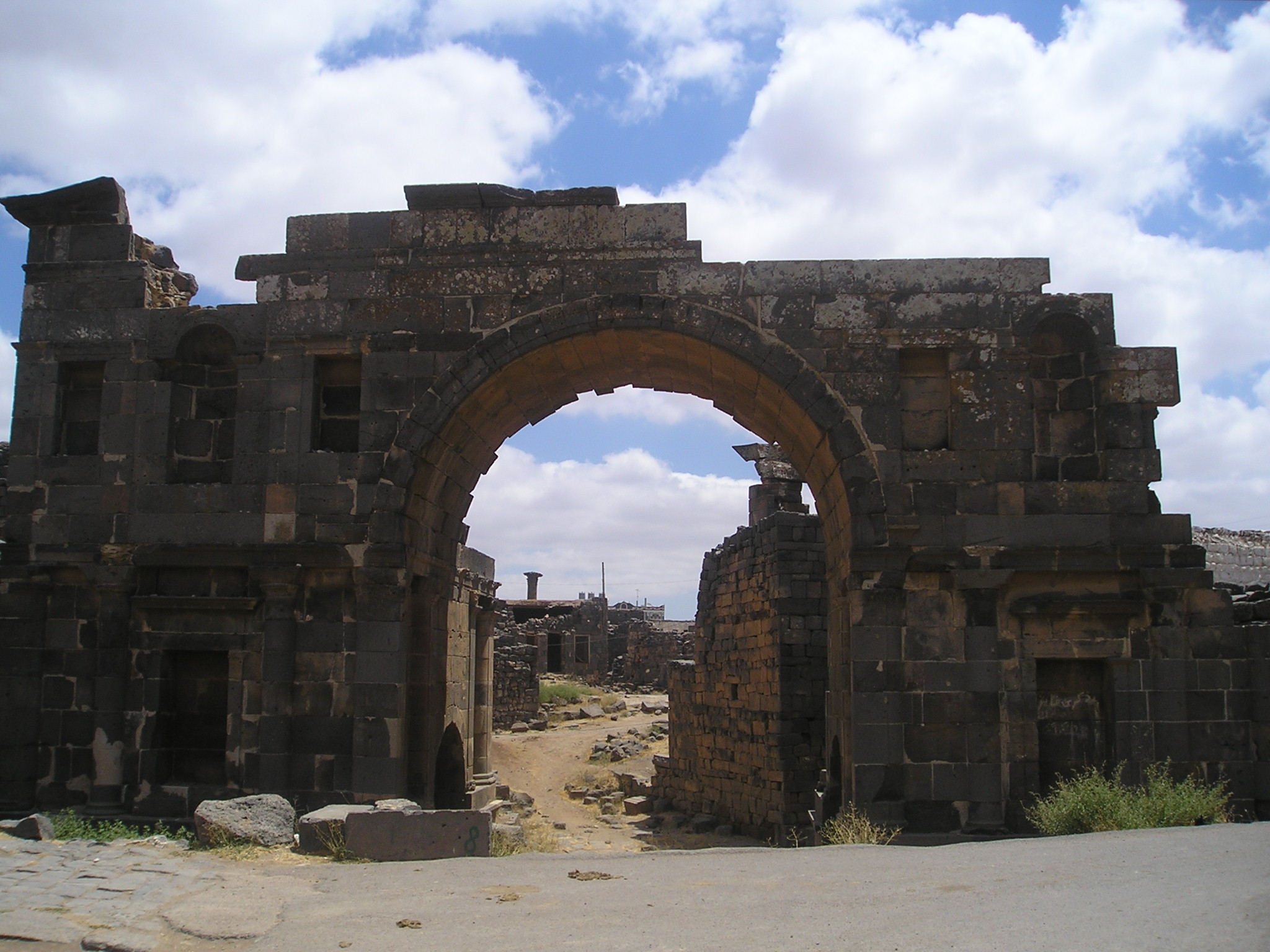
Набатейська арка
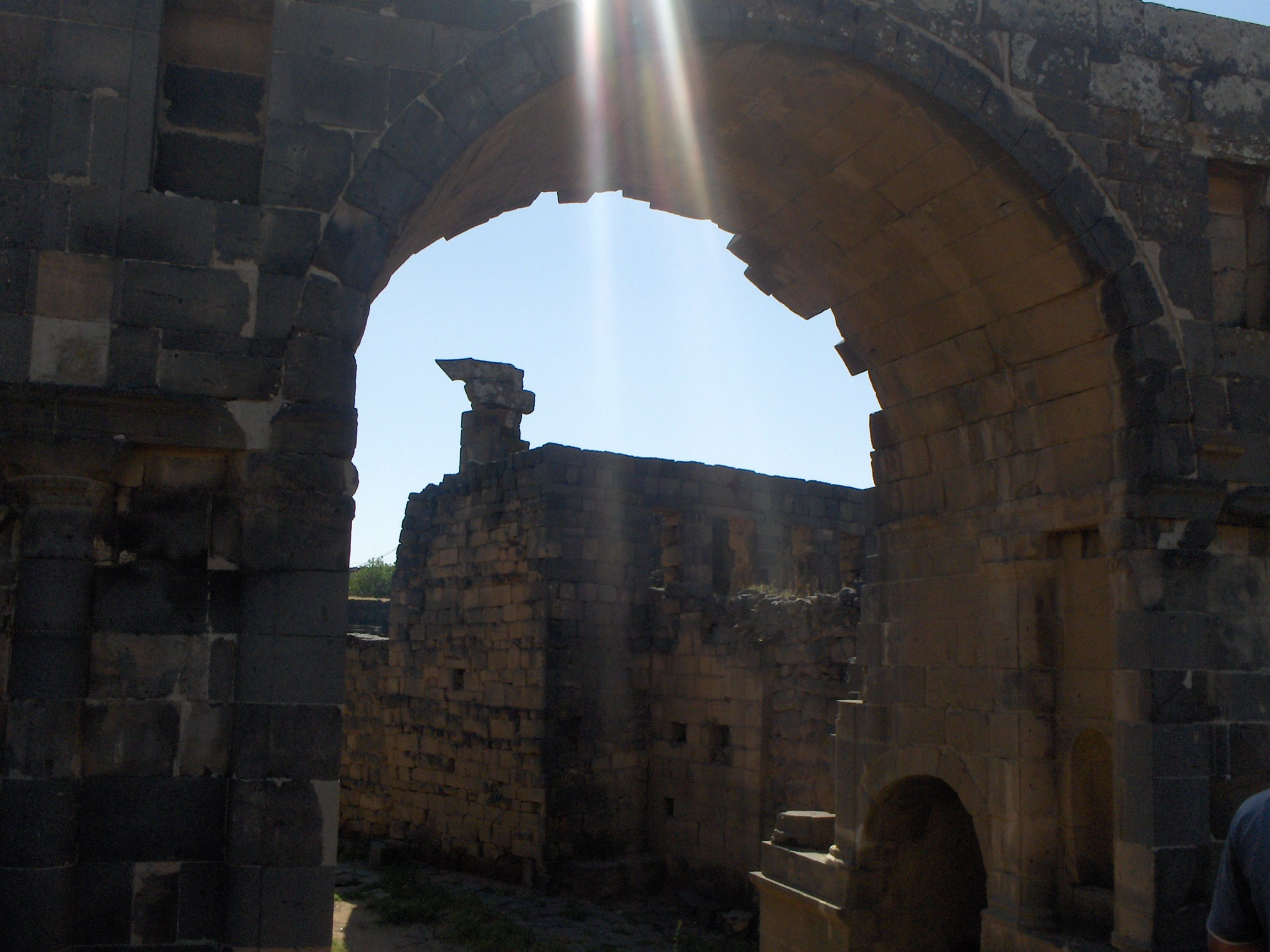
Набатейська арка
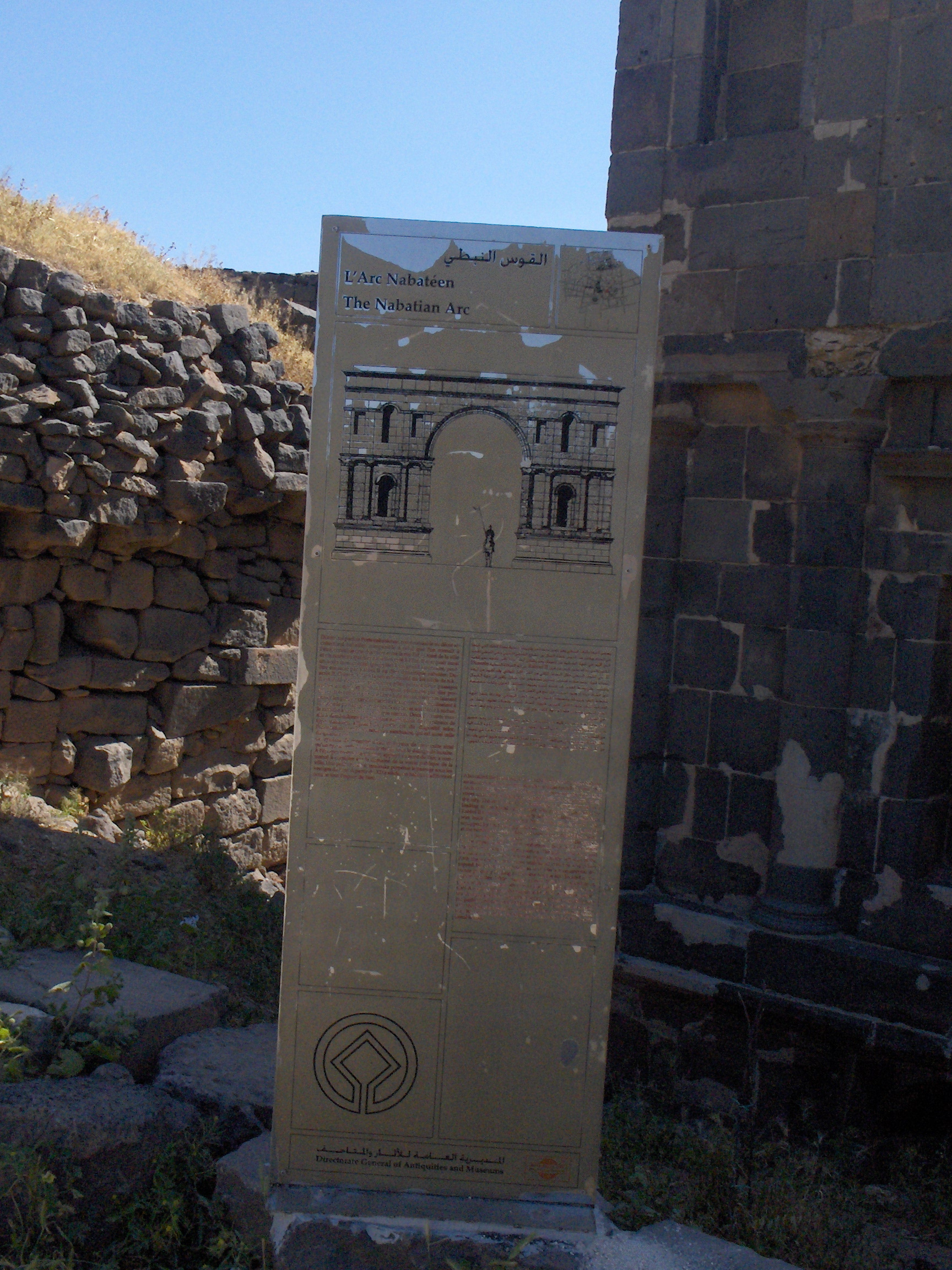
Набатейська арка
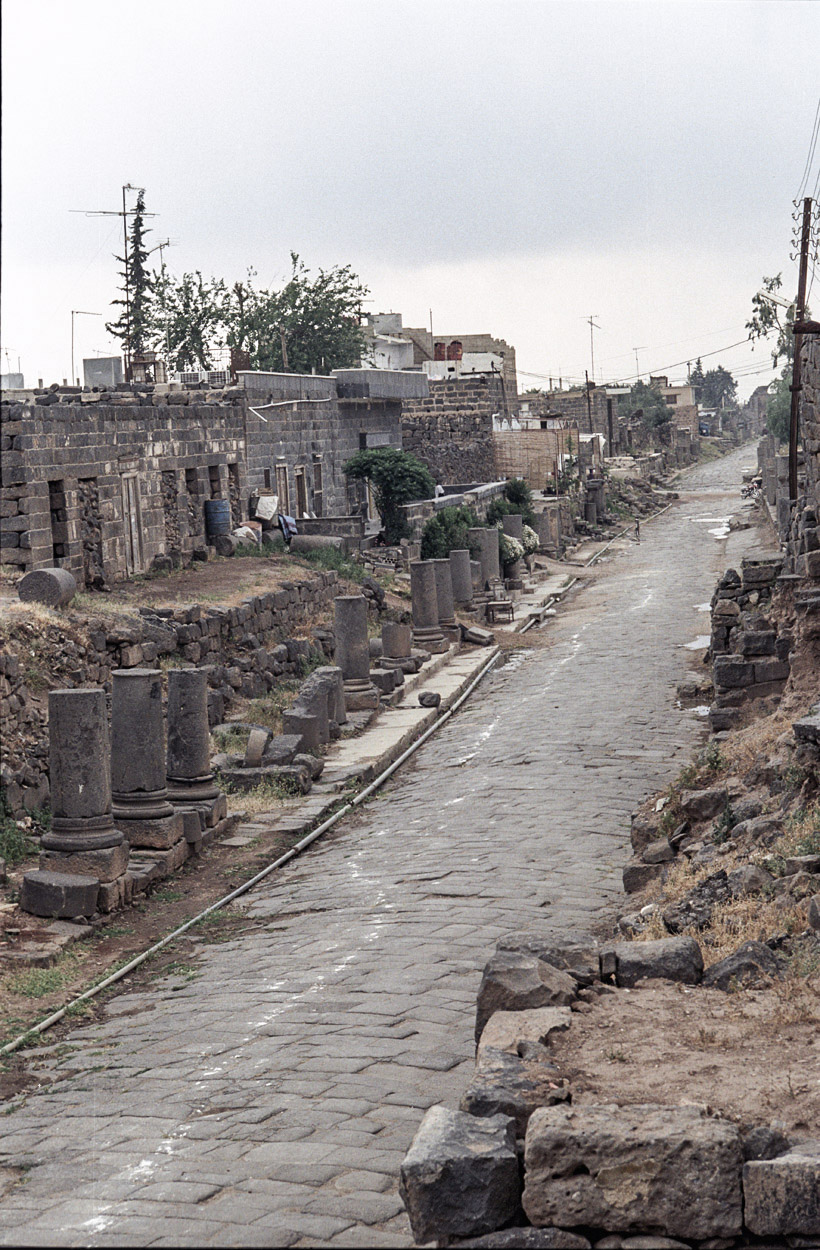
Руїни
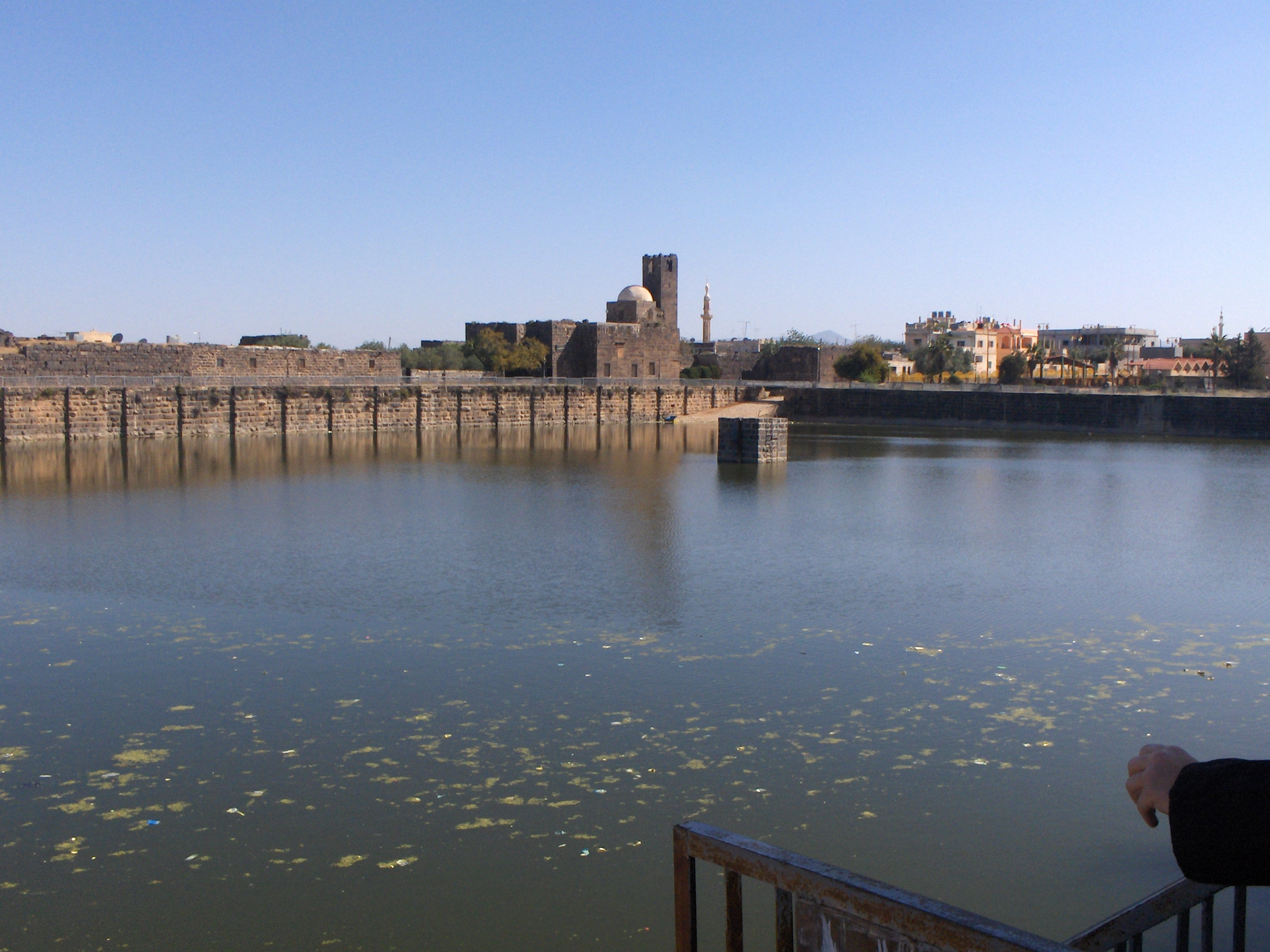
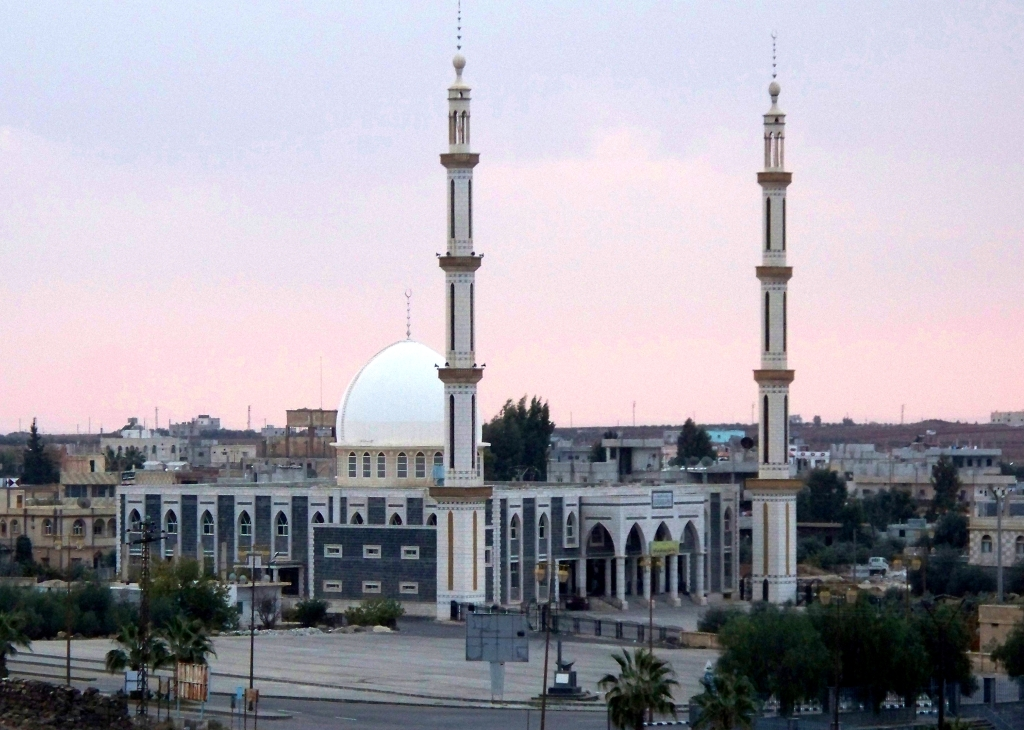
Мечеть Абу аль Феда у Босрі
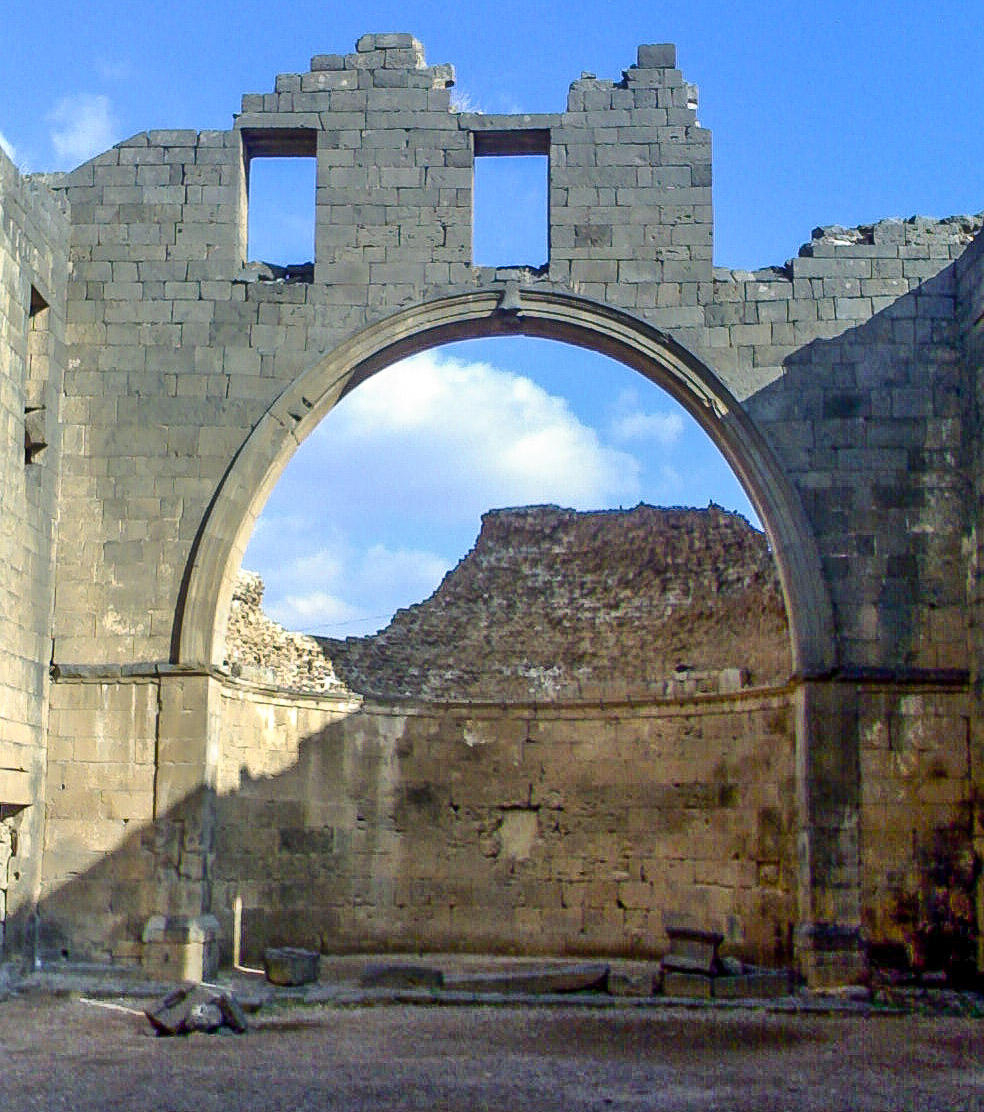
Монастир Бахіра
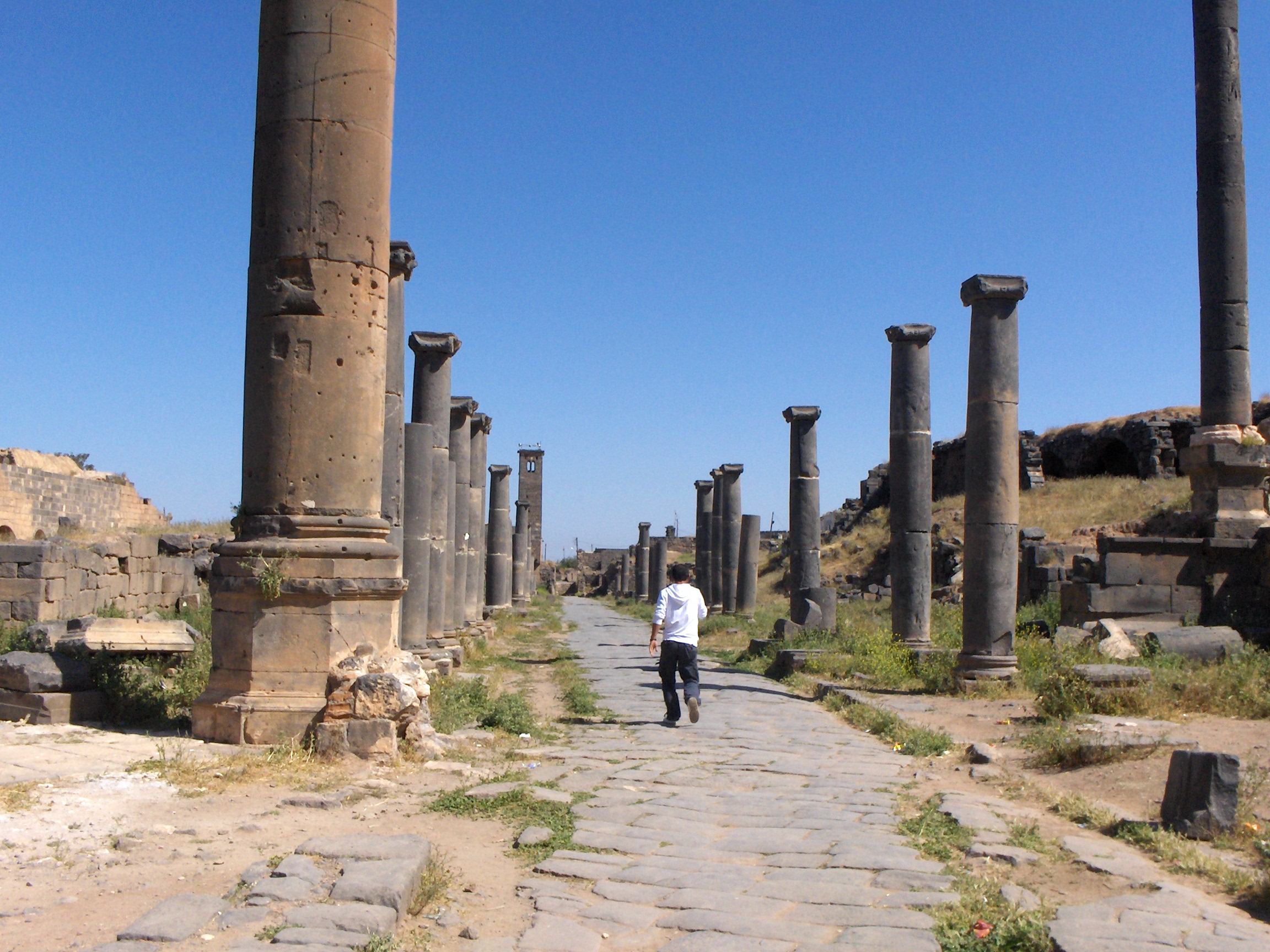
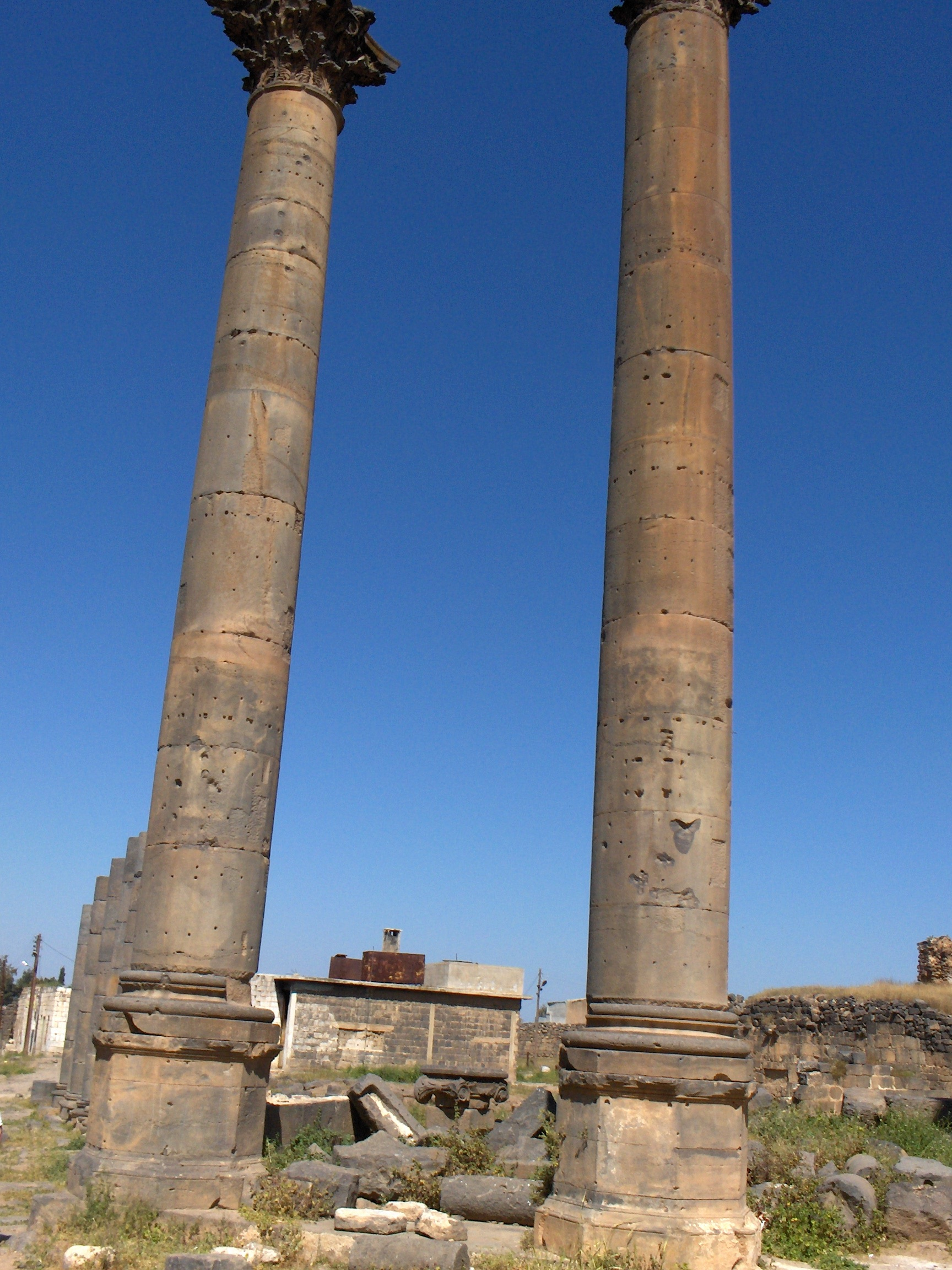
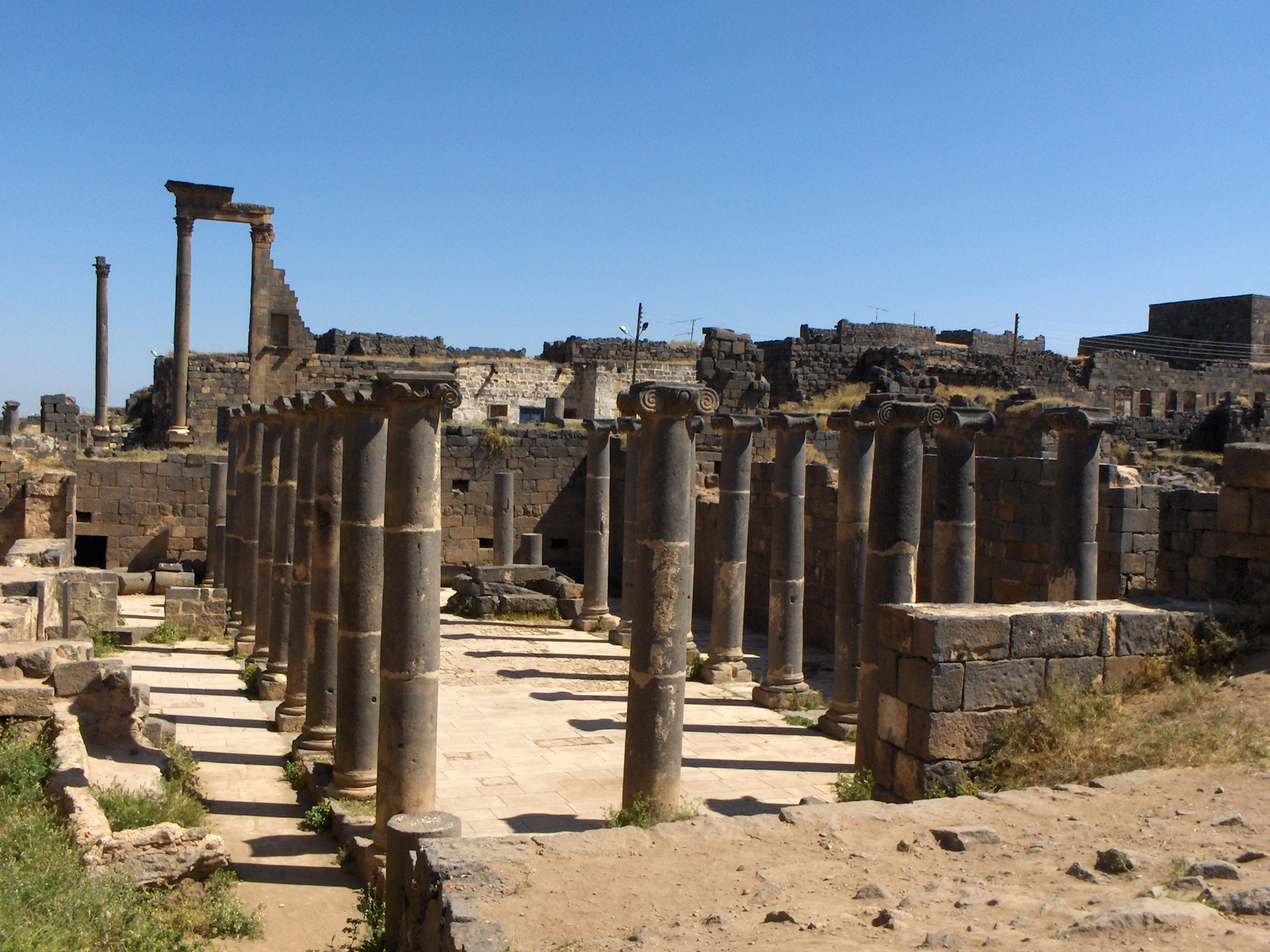
Руїни тринефної церкви
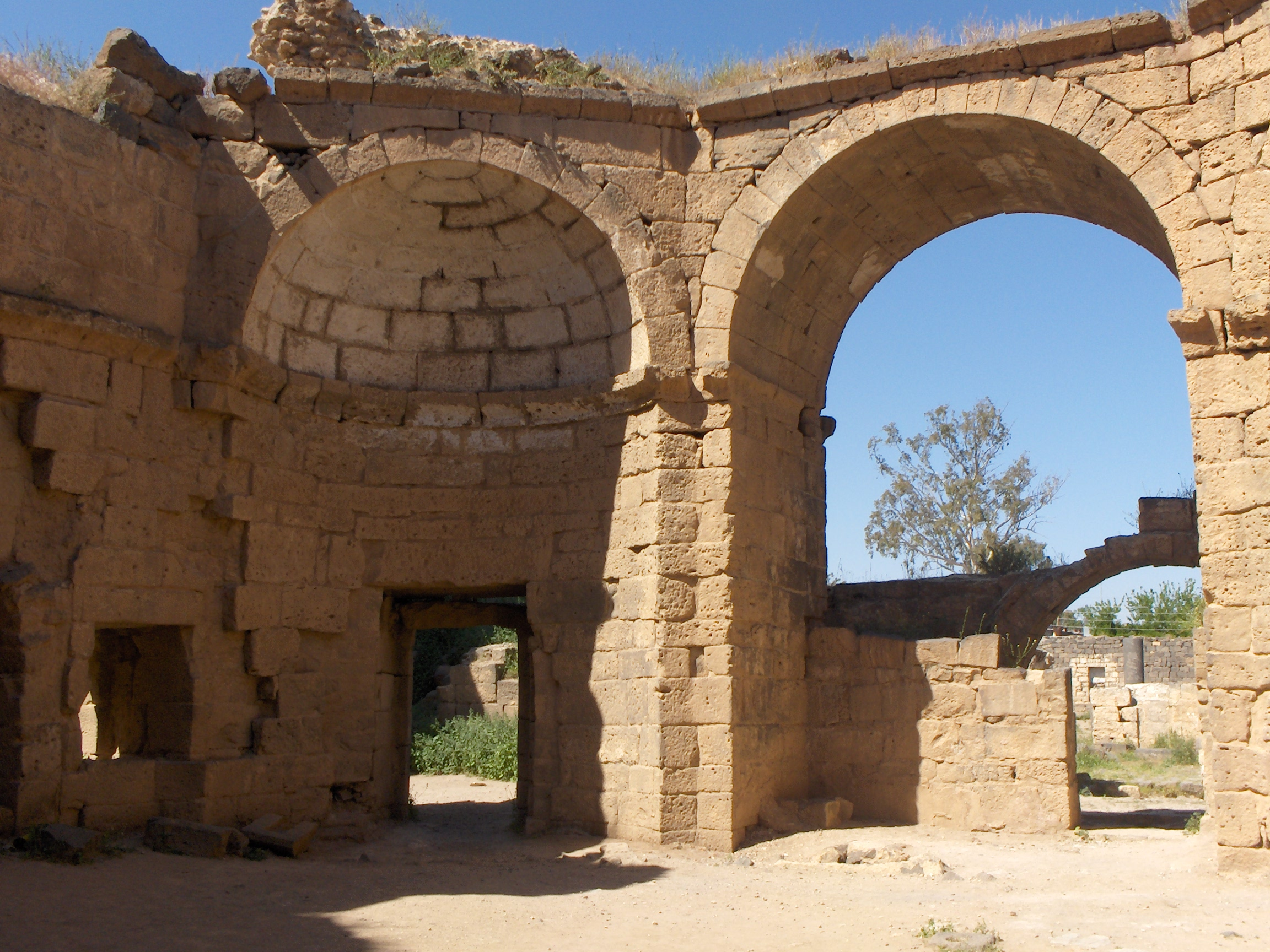
Терми
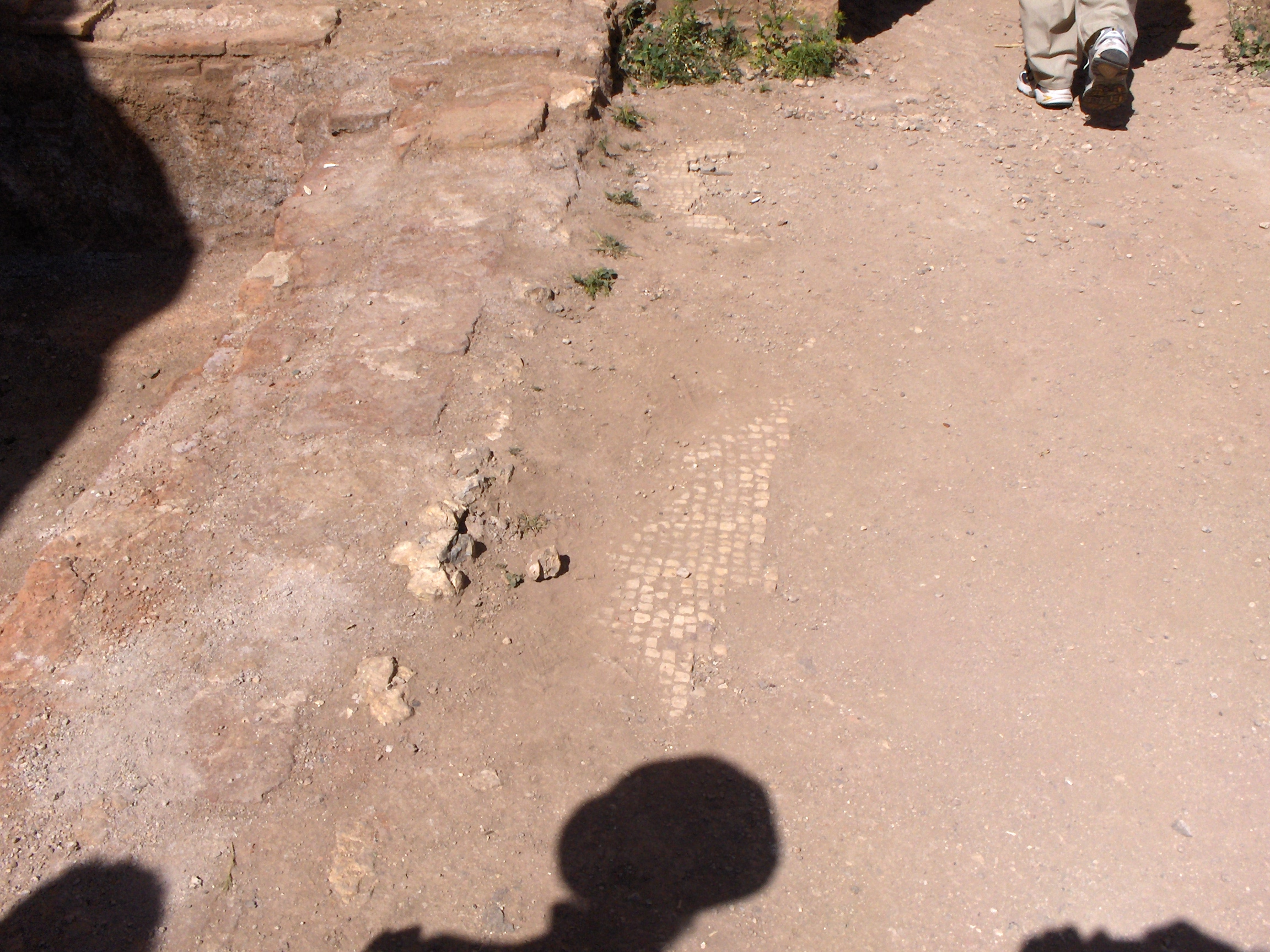
Терми
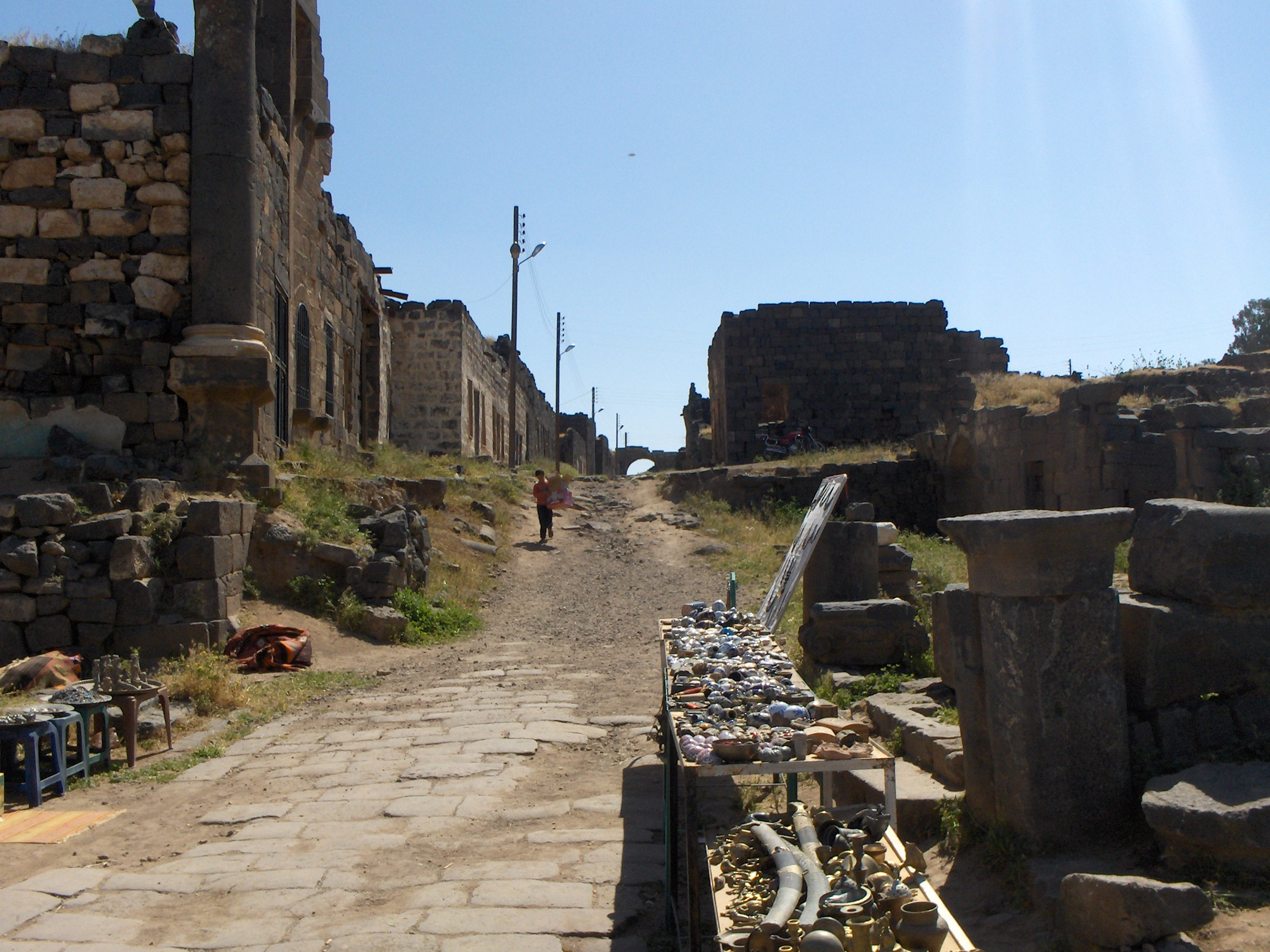
Вулиця
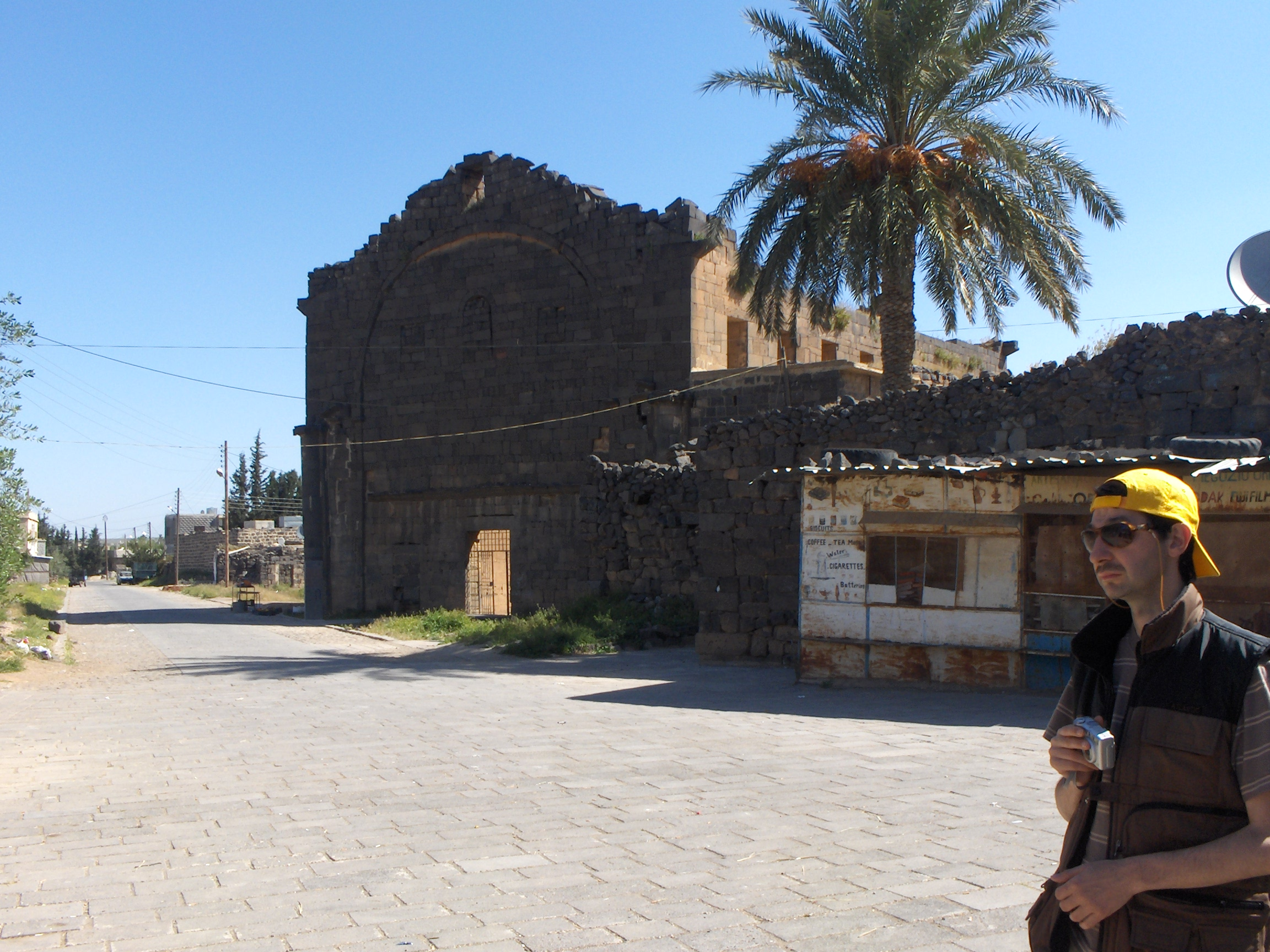
Базиліка Бахіра
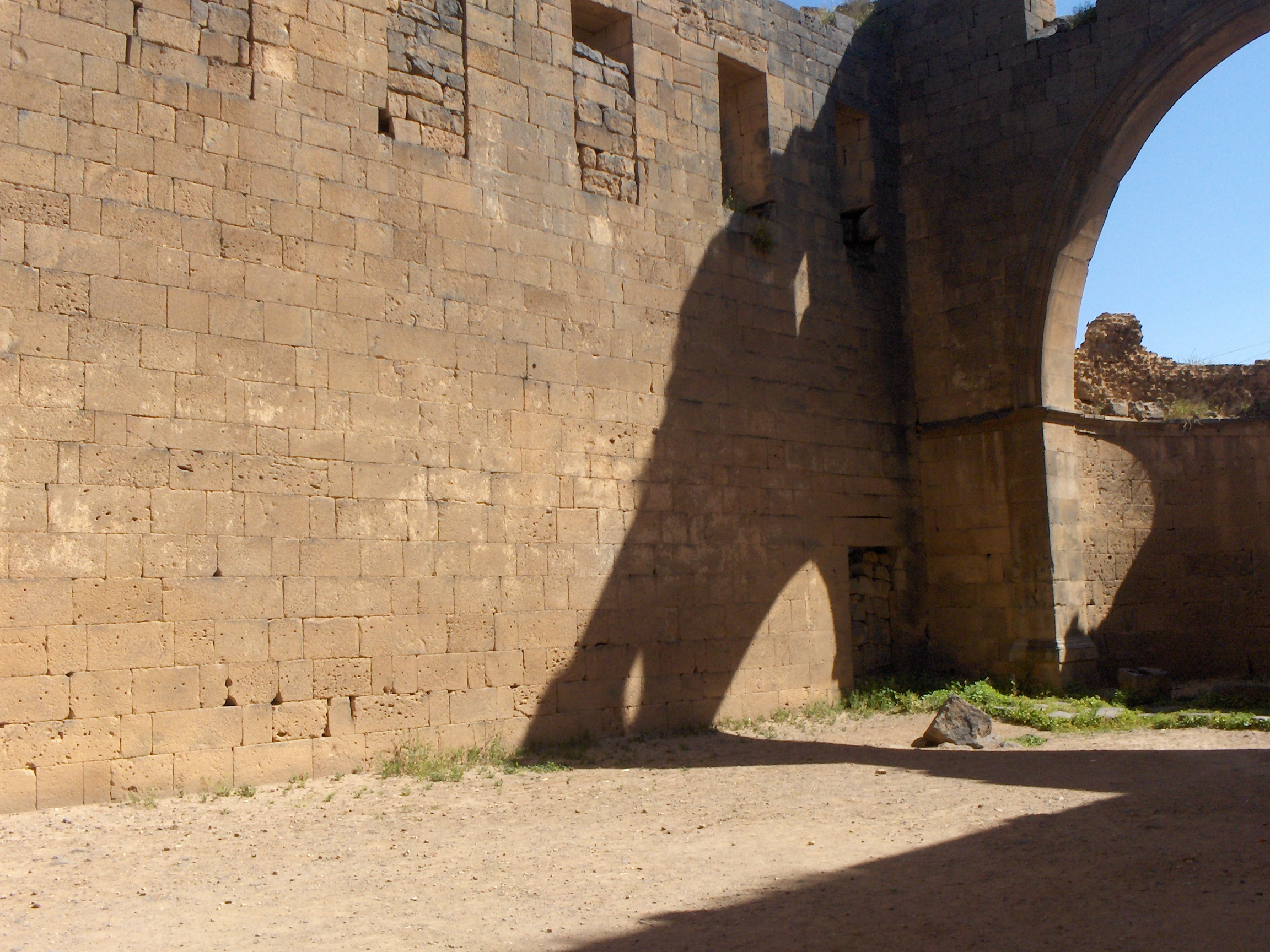
Базиліка Бахіра
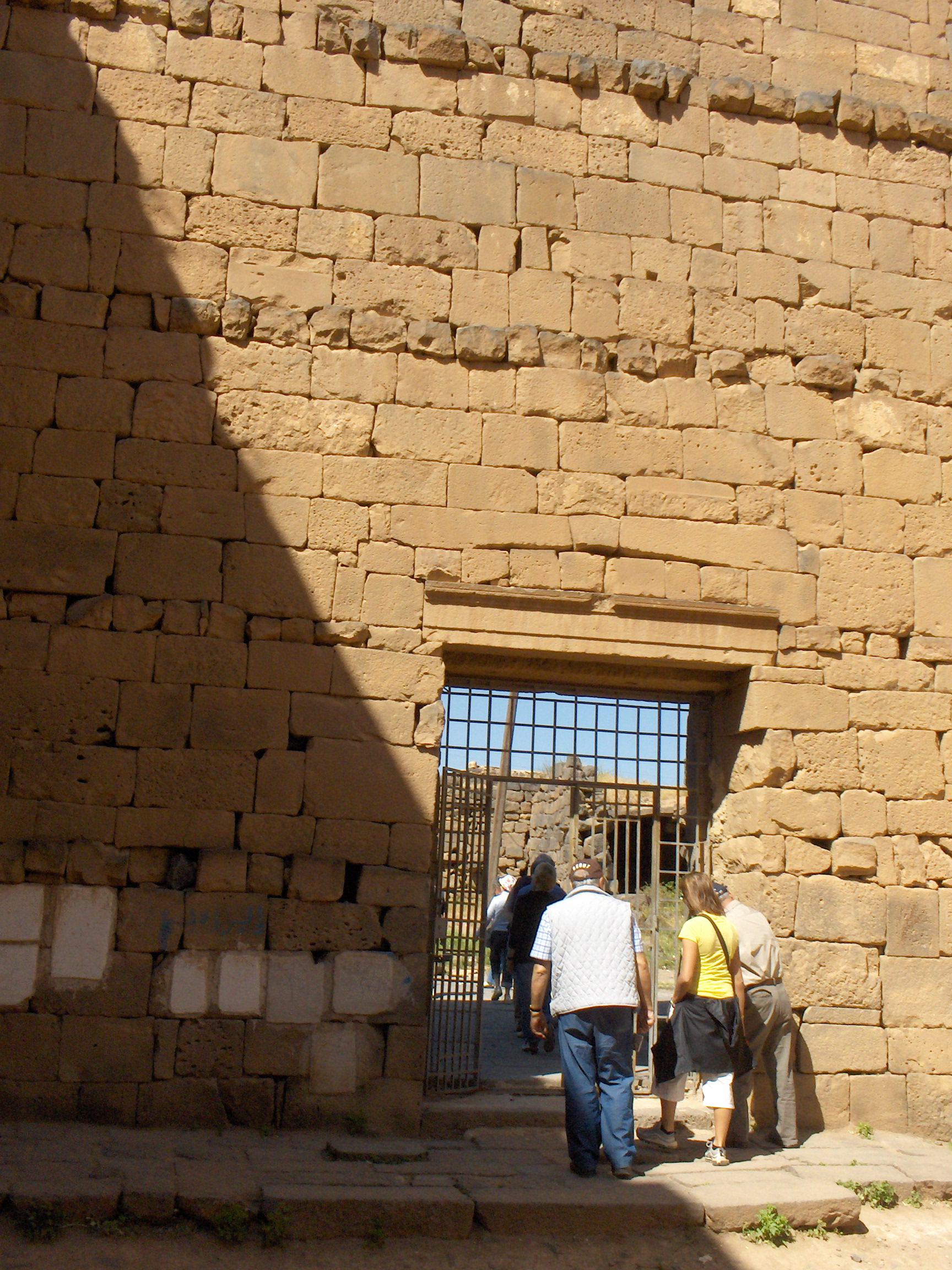
Базиліка Бахіра
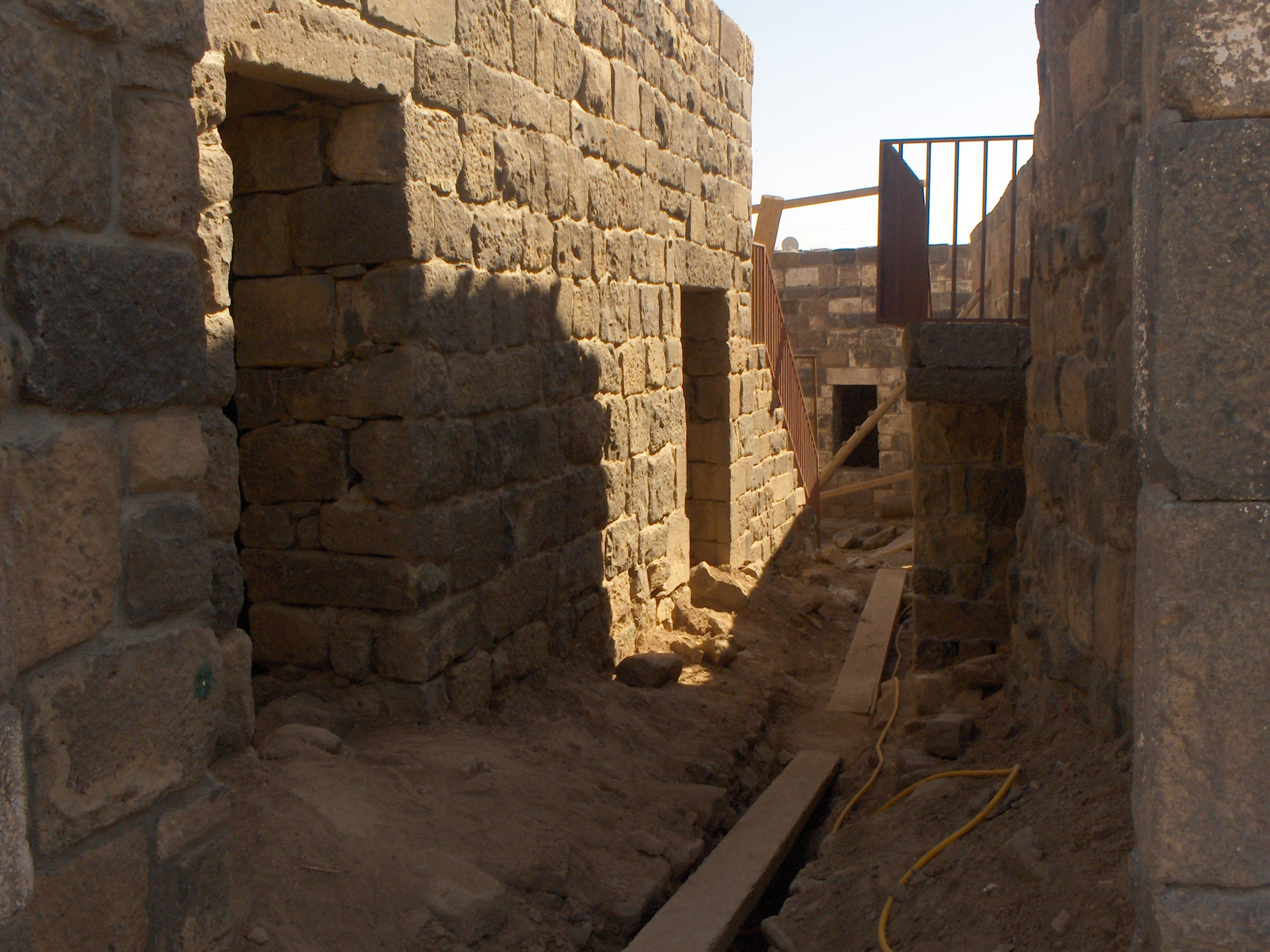
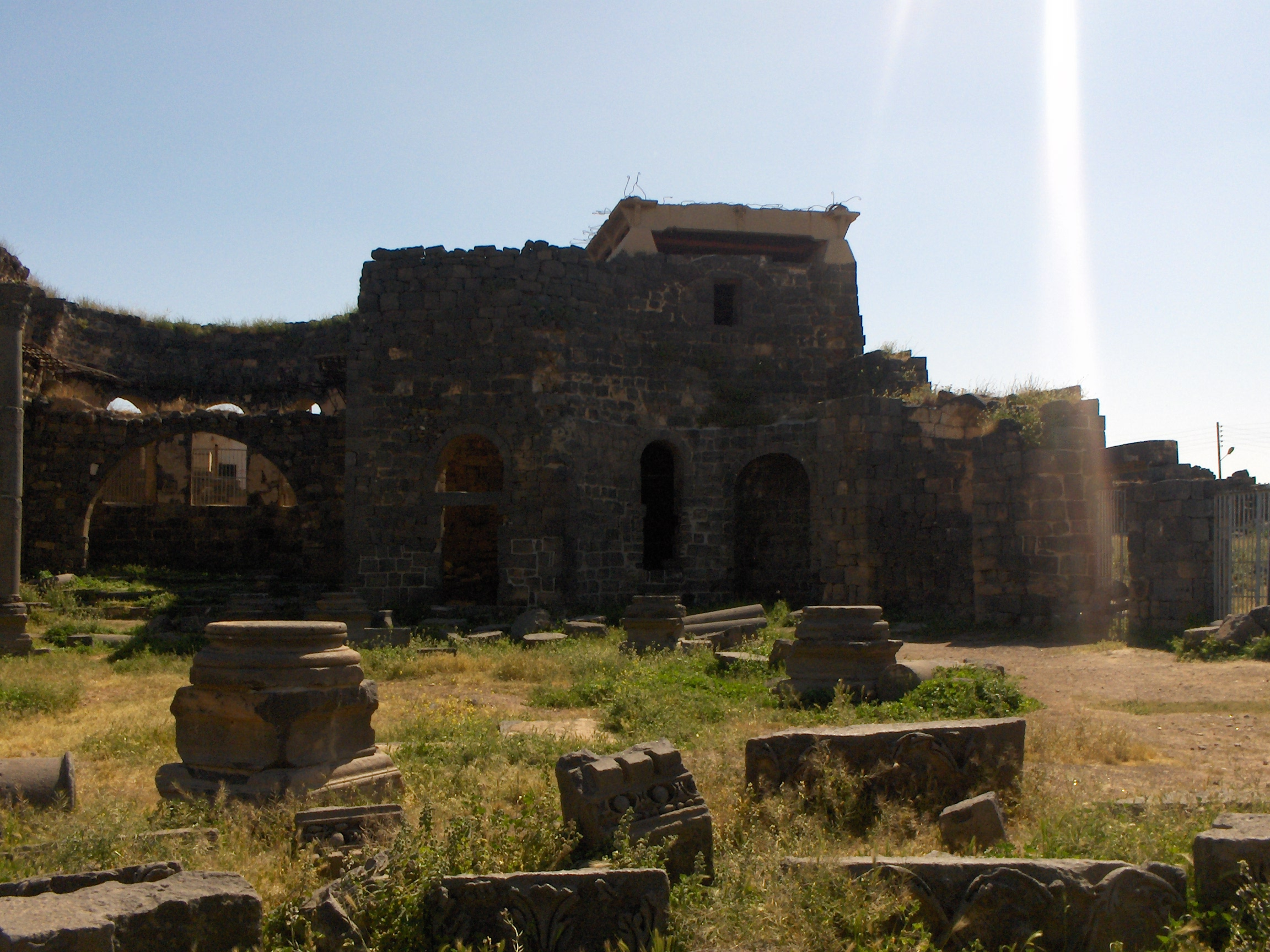
Кафедральний собор
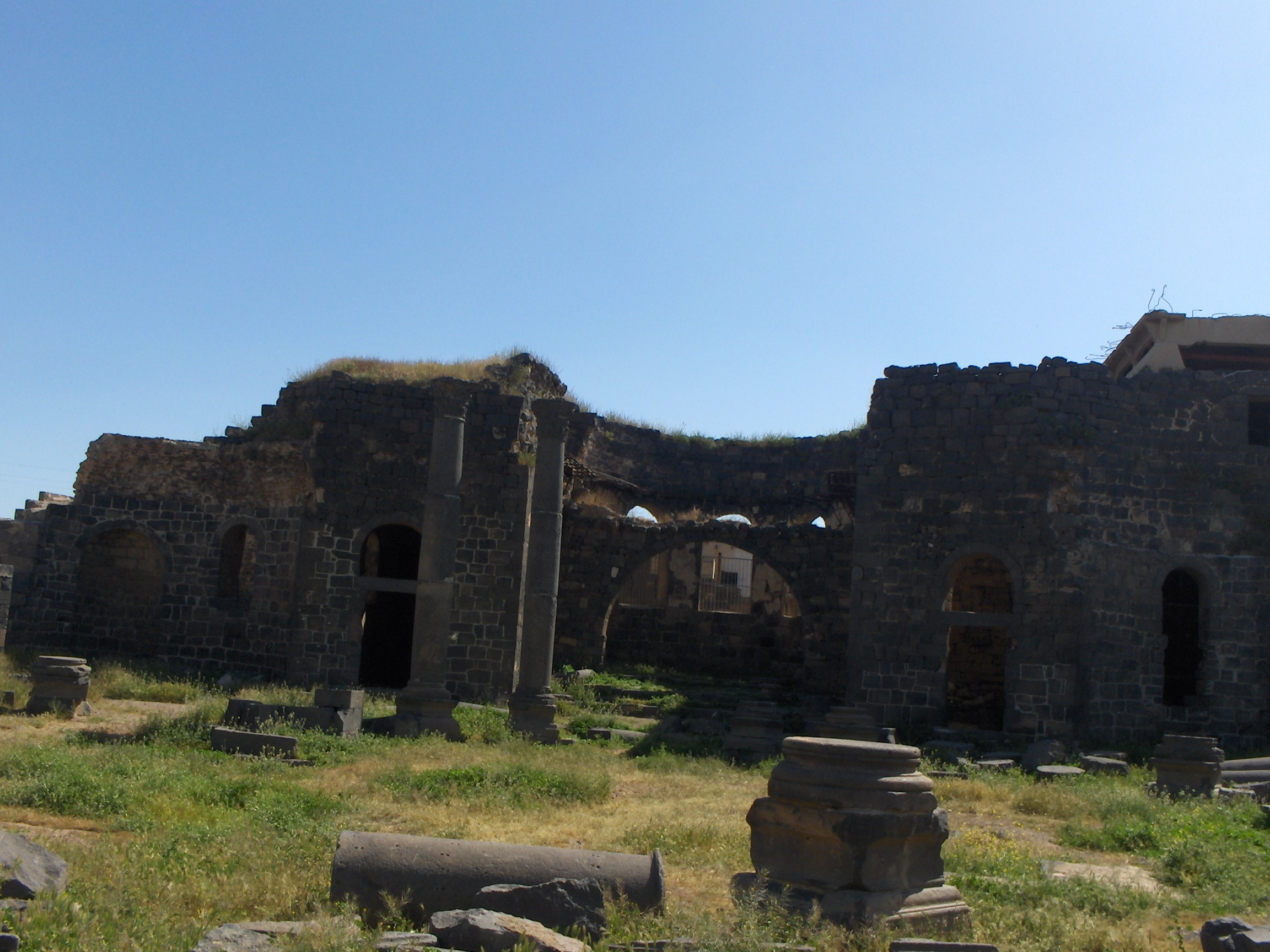
Кафедральний собор
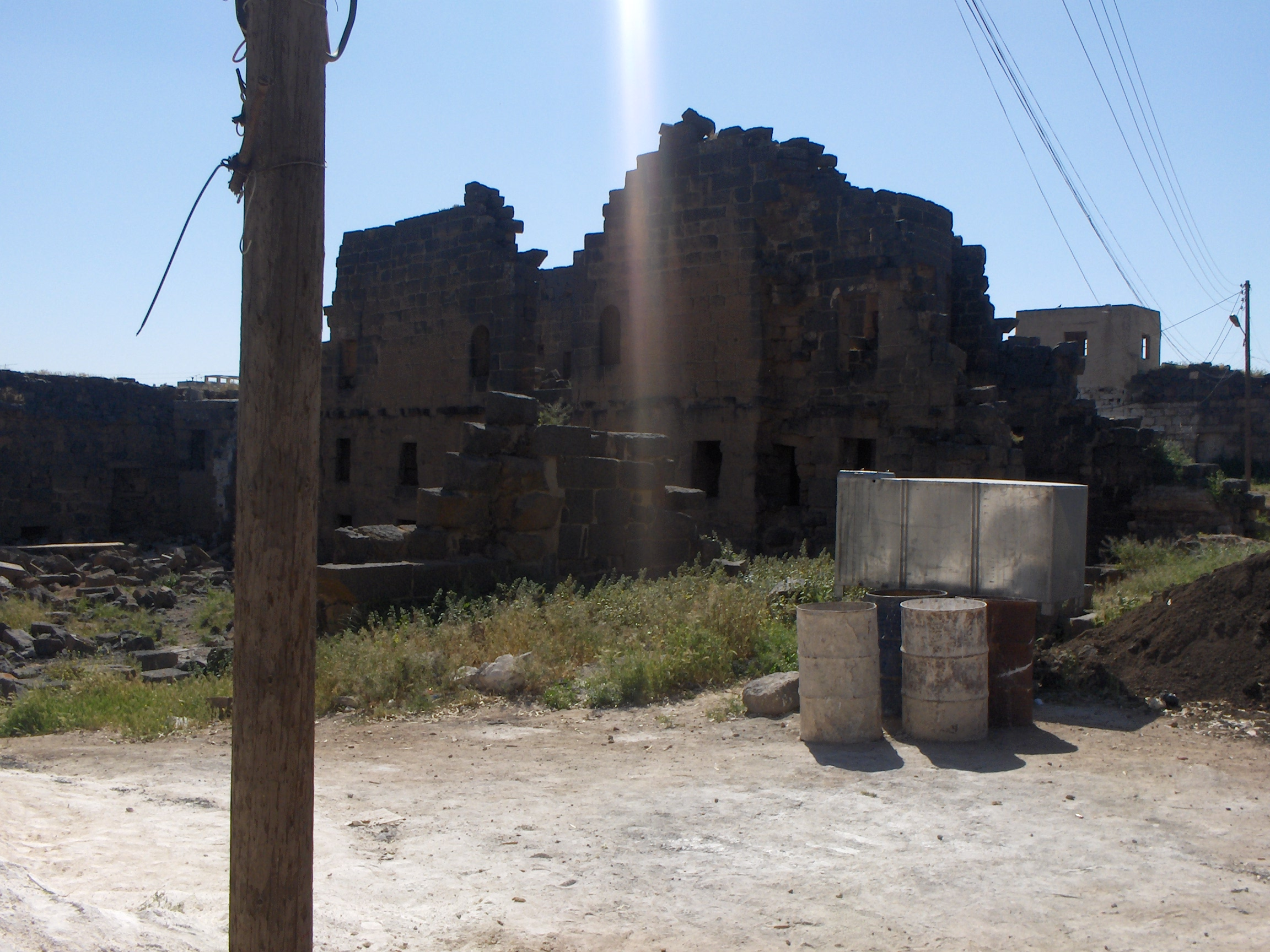
Палац імператора Траяна
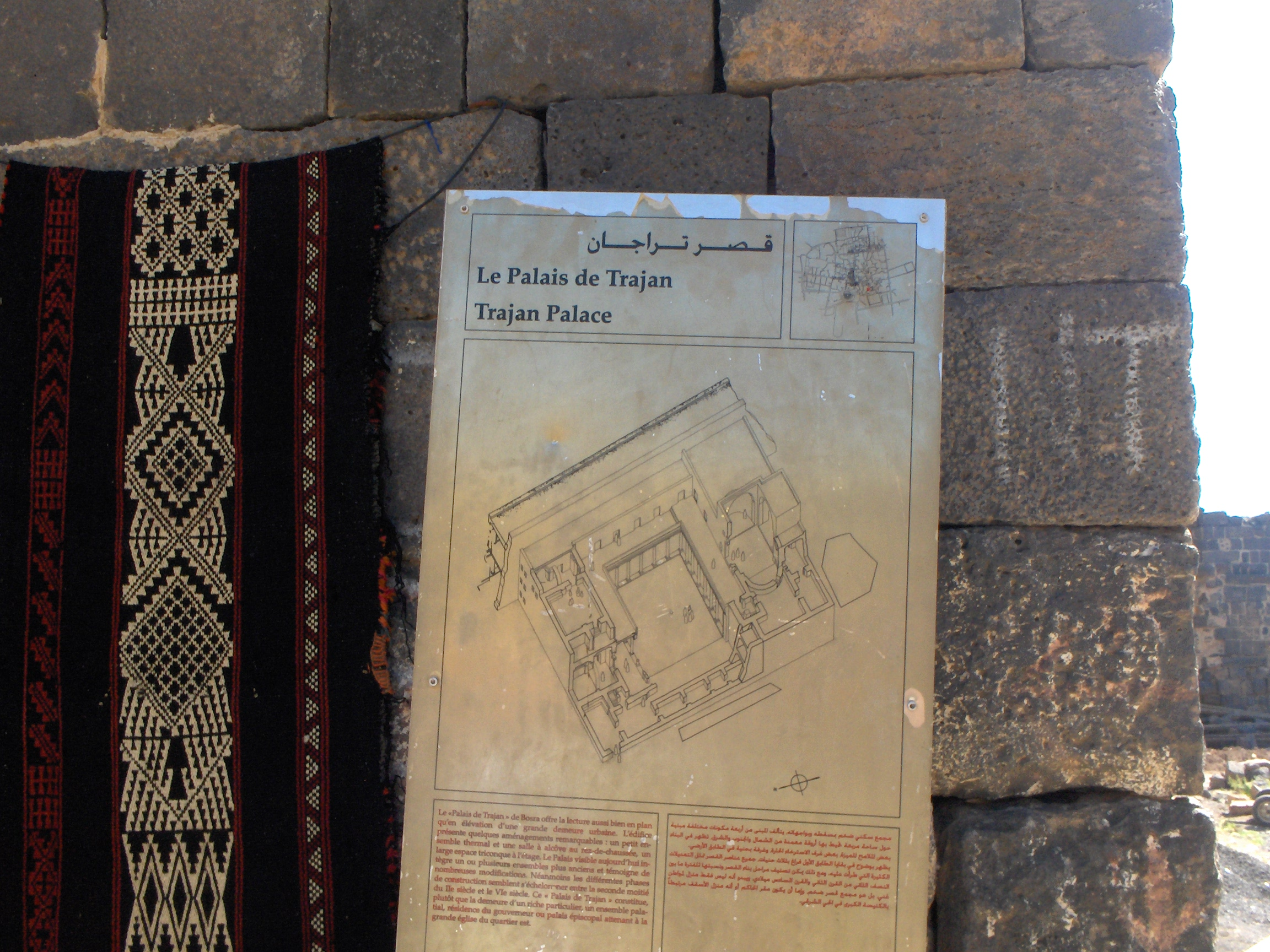
Палац імператора Траяна
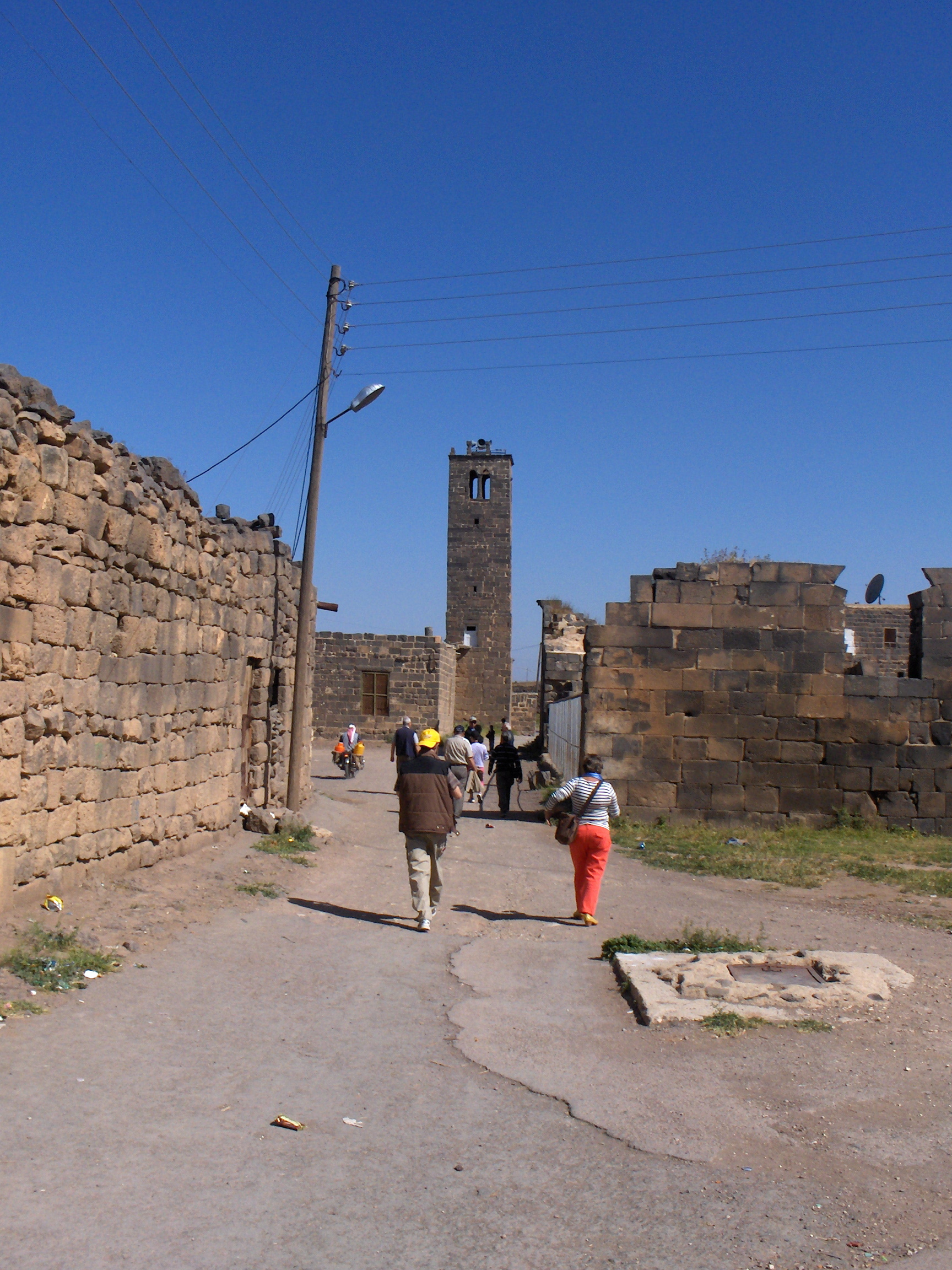
Мечеть Фатіми
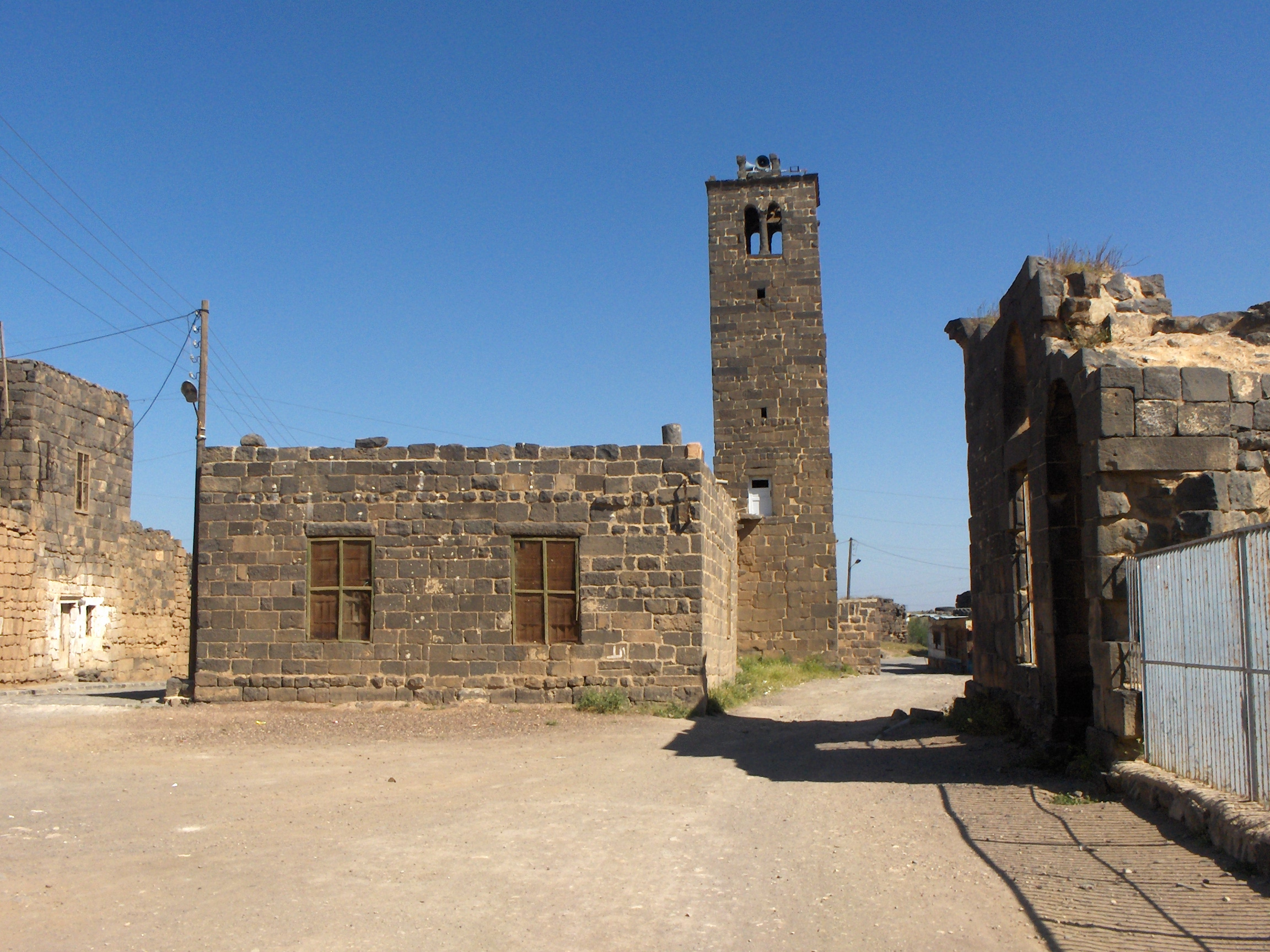
Мечеть Фатіми